# Transports en commun de Fort-de-France
Les transports en commun de Fort-de-France, officiellement « réseau Centre » de Martinique Transport et anciennement Mozaïk, sont un réseau de transport en commun desservant les quatre communes de la communauté d'agglomération du Centre de la Martinique (CACEM) : Fort-de-France, Schœlcher, Le Lamentin et Saint-Joseph.
Ce réseau portait le nom Mozaïk depuis le 7 juin 2000. Depuis le 1er août 2020, il est exploité par la Régie des transports de Martinique (RTM) et six entreprises privées.
En 2020, il se compose de 61 lignes urbaines dont 2 lignes de bus à haut niveau de service empruntant le TCSP et de 2 parkings relais.

## Histoire
Le réseau apparaît pour la première fois en 1972 sous le nom du réseau de transport en commun foyalais et exploité par le groupement des entrepreneurs de transport, puis par la société d'exploitation des transports urbains de Fort-de-France dès le 1er janvier 1996, avec des bus d'occasion provenant de la RATP.
Toutefois l'exploitation par la société d'exploitation des transports urbains de Fort-de-France est perturbée par le groupement des entrepreneurs de transport qui continue de desservir la ville en toute illégalité car elle estimait avoir le droit de poursuivre l'exploitation malgré la fin de son contrat avec la commune. Il s'ensuit quatre ans de grèves et de conflits de la part des deux sociétés, qui conduit au placement en redressement judiciaire de la société d'exploitation des transports urbains de Fort-de-France.
En 2007, la justice annule la DSP (délégation de service public), une convention provisoire est signée en avril 2007 permettant de maintenir la continuité du service public par la compagnie foyalaise des transports urbains.
En 2011, la communauté d'agglomération du Centre de la Martinique lance un appel d'offres pour une nouvelle délégation de service public de 12 ans à compter du 1er janvier 2012, soit jusqu'en 2024. Le vainqueur de l'appel d'offres est le groupement momentané d'entreprises « Ensemble pour Mozaïk » constitué de la compagnie foyalaise des transports urbains (mandataire et exploitant sortant), Véolia-Transdev Outre-Mer et de 4 transporteurs co-traitants martiniquais tels que SAS Sotravom, Saithsoothane SARL, SMTV et SAT. Cette délégation comprend, outre la gestion du réseau et les investissements pour l'achat de véhicules, le financement et la construction d'un centre technique sur un terrain de la communauté d'agglomération du Centre de la Martinique à la Trompeuse
Le 1er juillet 2017, l'établissement public Martinique Transport s'est substitué à la communauté d'agglomération du Centre de la Martinique dans ses fonctions d'autorité organisatrice des transports en commun.
Le 17 décembre 2019, Martinique Transport vote la résiliation de la délégation de service public pour faute du délégataire. Le contrat concerné entre la CFTU et Martinique Transport prend fin le 31 juillet 2020, avec effet au 1er août 2020, date de la mise en place du nouvel opérateur interne (EPIC) du réseau Mozaïk : la RTM (Régie des transports de Martinique) créée par Martinique Transport. La RTM n'exploite que les deux lignes de TCSP, les autres lignes étant confiées à des opérateurs privés.

## Développement du réseau

### Réseau original
La ville créée, conjointement avec Transdev, en mars 2000 la compagnie foyalaise des transports urbains afin de reprendre l'exploitation du réseau puis lance en mai 2000 un appel public à la concurrence auquel répond la corporation française de transport et la compagnie foyalaise des transports urbains : cette dernière est choisie le 7 juin 2000.

### Création du réseau Mozaïk
En 2002, la communauté d'agglomération du Centre de la Martinique entre au capital de la compagnie foyalaise des transports urbains qui remporte la délégation de service public en 2005, au détriment de la CMT. Cette dernière a pour objectif d'étendre le réseau aux communes de Schœlcher, Le Lamentin et Saint-Joseph dès le 1er janvier 2006 sous le nom Mozaïk.

### Transport Collectif en Site Propre de Martinique
Le 13 août 2018, le transport collectif en site propre de Martinique est mis en service. Il implique une restructuration profonde du réseau Mozaïk qui est réorganisé autour des deux lignes A et B du bus à haut niveau de service empruntant le transport collectif en site propre de Martinique. Ces deux lignes relient le centre-ville de Fort-de-France, via la Pointe Simon, au Lamentin, sous deux branches via la place Mahault d'une part et à l'échangeur de Carrère d'autre part.

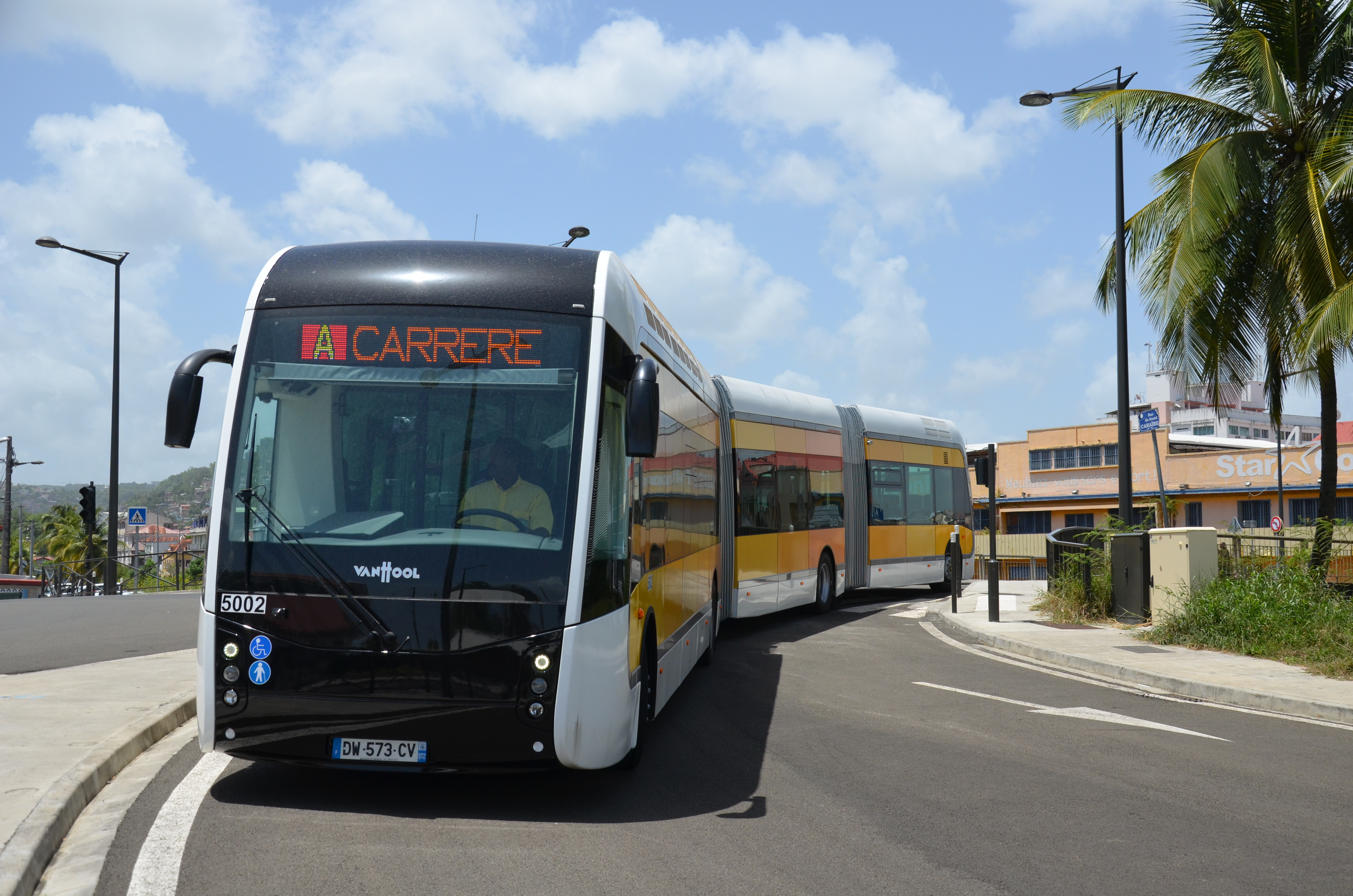
VanHool ExquiCity bi-articulé de 24 m

Elles sont desservies par du matériel bi-articulé de marque VanHool mesurant 24 mètres.
Une navette a aussi été créée afin de désenclaver le centre de Fort-de-France et inciter les usagers à délaisser leur véhicule personnel. Elle prend l'indice 211 et relie le parc relais de Dillon au centre-ville de Fort-de-France.

## Mouvements sociaux
Le réseau Mozaïk connait des mouvements sociaux endémiques récurrents : grèves non déclarées et sans préavis, applications du droit de retrait jugées abusives,; par exemple :
- En 2018, le règlement intérieur de compagnie foyalaise des transports urbains datant de 2010, est dénoncé par les employés soutenus par la centrale syndicale des travailleurs martiniquais, sans qu'il y ait danger ni grave ni imminent[11]. Les chauffeurs de la société cotraitante Sotravomet ont ainsi appliqué leur droit de retrait du 27 novembre 2018 au 7 mai 2019 afin de dénoncer l'état des bus qu'ils présentaient comme non conformes et non aptes à rouler en sécurité, car ils  causaient de nombreux problèmes techniques[12]. Dans la continuité de ces contestations, 3 bus ont été incendiés dans la nuit du 8 au 9 janvier 2019[13]. Les quartiers de la ville de Schœlcher se sont retrouvés dépourvus de transports en commun pendant de nombreux mois[14],[15].
- En 2019, les chauffeurs de la compagnie foyalaise des transports urbains se mettent en grève du 17 au 31 décembre 2019 à la suite de la résiliation de la DSP de leur entreprise. Ils effectuent des opérations escargot sur l'autoroute[16], bloquent avec leurs bus la société anonyme de la raffinerie des Antilles[17], le centre commercial la Galleria[18], ainsi que plusieurs autres centres commerciaux. Le 26 décembre 2019, 5 bus qui bloquent les entrées de la société anonyme de la raffinerie des Antilles et un dépôt d'un sous-traitant sont incendiés[19]. Au cours de ce même mouvement, les lignes 104, 110 et 111 de Schoelcher passent sous l'exploitation de la société SOTRAVOM à la société SOTRANSCOOP, anciennement TRANSCAPITAL[20].

## Organisation du réseau
Le réseau Mozaïk est organisé depuis août 2018 autour des deux lignes de bus à haut niveau de service du TCSP qui relient le centre-ville de Fort-de-France au Lamentin.
Ce réseau est composé d’une soixantaine de lignes régulières fonctionnant de 5 h à 21 h et réparties en trois types :
- les lignes structurantes avec une fréquences de 5 min à 15 min ;
- les lignes complémentaires avec fréquences de 15 min à 30 min ;
- Les lignes locales avec une fréquences de 30 min à 1 h 30.

### Exploitation
Depuis le 1er août 2020, la RTM (Régie des transports de Martinique) est le nouvel opérateur des deux lignes de TCSP du réseau Mozaik. Les autres lignes sont gérées par des opérateurs privés.

### Chiffres clés
En 2011, les lignes ont parcouru au total 6 732 089 km en 2011 8 320 178 voyages.
Le réseau comporte une soixantaine de lignes dont deux en site propre (TCSP).
Les usagers peuvent se procurer leurs titres de transport dans les trois kiosques Mozaik.

## Liste des lignes

### TCSP
| Ligne | Caractéristiques | Caractéristiques             | Caractéristiques             | Caractéristiques             | Caractéristiques               | Caractéristiques                              | Caractéristiques                         | Caractéristiques             | Caractéristiques                              |
| A     | Almadies Bo Kannal ⥋ Carrere | Almadies Bo Kannal ⥋ Carrere | Almadies Bo Kannal ⥋ Carrere | Almadies Bo Kannal ⥋ Carrere | Almadies Bo Kannal ⥋ Carrere   | Almadies Bo Kannal ⥋ Carrere                  | Almadies Bo Kannal ⥋ Carrere             | Almadies Bo Kannal ⥋ Carrere | Almadies Bo Kannal ⥋ Carrere                  |
| ----- | --- | ---------------------------- | ---------------------------- | ---------------------------- | ------------------------------ | --------------------------------------------- | ---------------------------------------- | ---------------------------- | --------------------------------------------- |
| A     | Ouverture / Fermeture 13 août 2018 / — | Longueur —                   | Durée —                      | Nb. d’arrêts 17              | Matériel Van Hool ExquiCity 24 | Jours de fonctionnement L, Ma, Me, J, V, S, D | Jour / Soir / Nuit / Fêtes O / N / N / O | Voy. / an —                  | Exploitant Régie des Transports de Martinique |
| A     | Desserte : - Villes et lieux desservis : - Gares desservies : |                              |                              |                              |                                |                                               |                                          |                              |                                               |
| A     | Autre : - Arrêts non accessibles aux UFR : — - Amplitudes horaires : La ligne est en service du lundi au samedi de 6 h 5 à 20 h 25. - Particularités : - Date de dernière mise à jour : 14 avril 2021. |                              |                              |                              |                                |                                               |                                          |                              |                                               |
| A     | Dernière actualisation : — |                              |                              |                              |                                |                                               |                                          |                              |                                               |
| B     | Almadies Bo Kannal ⥋ Mahault | Almadies Bo Kannal ⥋ Mahault | Almadies Bo Kannal ⥋ Mahault | Almadies Bo Kannal ⥋ Mahault | Almadies Bo Kannal ⥋ Mahault   | Almadies Bo Kannal ⥋ Mahault                  | Almadies Bo Kannal ⥋ Mahault             | Almadies Bo Kannal ⥋ Mahault | Almadies Bo Kannal ⥋ Mahault                  |
| B     | Ouverture / Fermeture 13 août 2018 / — | Longueur —                   | Durée —                      | Nb. d’arrêts 15              | Matériel Van Hool ExquiCity 24 | Jours de fonctionnement L, Ma, Me, J, V, S, D | Jour / Soir / Nuit / Fêtes O / N / N / O | Voy. / an —                  | Exploitant Régie des Transports de Martinique |
| B     | Desserte : - Villes et lieux desservis : - Gares desservies : |                              |                              |                              |                                |                                               |                                          |                              |                                               |
| B     | Autre : - Arrêts non accessibles aux UFR : — - Amplitudes horaires : La ligne est en service du lundi au samedi de 6 h 5 à 20 h 25. - Particularités : - Date de dernière mise à jour : 14 avril 2021. |                              |                              |                              |                                |                                               |                                          |                              |                                               |
| B     | Dernière actualisation : — |                              |                              |                              |                                |                                               |                                          |                              |                                               |

### Lignes urbaines desservant Fort-de-France

#### Lignes 01 à 09
| Ligne | Caractéristiques            | Caractéristiques | Caractéristiques | Caractéristiques | Caractéristiques | Caractéristiques          | Caractéristiques                         | Caractéristiques | Caractéristiques |
| 1     | ? ⥋ ?                       | ? ⥋ ?            | ? ⥋ ?            | ? ⥋ ?            | ? ⥋ ?            | ? ⥋ ?                     | ? ⥋ ?                                    | ? ⥋ ?            | ? ⥋ ?            |
| ----- | --------------------------- | ---------------- | ---------------- | ---------------- | ---------------- | ------------------------- | ---------------------------------------- | ---------------- | ---------------- |
| 1     | Ouverture / Fermeture — / — | Longueur —       | Durée —          | Nb. d’arrêts —   | Matériel —       | Jours de fonctionnement — | Jour / Soir / Nuit / Fêtes — / — / — / — | Voy. / an —      | Exploitant —     |
| 1     | Desserte : —                |                  |                  |                  |                  |                           |                                          |                  |                  |
| 1     | Autre :                     |                  |                  |                  |                  |                           |                                          |                  |                  |
| 1     | Dernière actualisation : —  |                  |                  |                  |                  |                           |                                          |                  |                  |
| 2     | ? ⥋ ?                       | ? ⥋ ?            | ? ⥋ ?            | ? ⥋ ?            | ? ⥋ ?            | ? ⥋ ?                     | ? ⥋ ?                                    | ? ⥋ ?            | ? ⥋ ?            |
| 2     | Ouverture / Fermeture — / — | Longueur —       | Durée —          | Nb. d’arrêts —   | Matériel —       | Jours de fonctionnement — | Jour / Soir / Nuit / Fêtes — / — / — / — | Voy. / an —      | Exploitant —     |
| 2     | Desserte : —                |                  |                  |                  |                  |                           |                                          |                  |                  |
| 2     | Autre :                     |                  |                  |                  |                  |                           |                                          |                  |                  |
| 2     | Dernière actualisation : —  |                  |                  |                  |                  |                           |                                          |                  |                  |
| 3     | ? ⥋ ?                       | ? ⥋ ?            | ? ⥋ ?            | ? ⥋ ?            | ? ⥋ ?            | ? ⥋ ?                     | ? ⥋ ?                                    | ? ⥋ ?            | ? ⥋ ?            |
| 3     | Ouverture / Fermeture — / — | Longueur —       | Durée —          | Nb. d’arrêts —   | Matériel —       | Jours de fonctionnement — | Jour / Soir / Nuit / Fêtes — / — / — / — | Voy. / an —      | Exploitant —     |
| 3     | Desserte : —                |                  |                  |                  |                  |                           |                                          |                  |                  |
| 3     | Autre :                     |                  |                  |                  |                  |                           |                                          |                  |                  |
| 3     | Dernière actualisation : —  |                  |                  |                  |                  |                           |                                          |                  |                  |
| 4     | ? ⥋ ?                       | ? ⥋ ?            | ? ⥋ ?            | ? ⥋ ?            | ? ⥋ ?            | ? ⥋ ?                     | ? ⥋ ?                                    | ? ⥋ ?            | ? ⥋ ?            |
| 4     | Ouverture / Fermeture — / — | Longueur —       | Durée —          | Nb. d’arrêts —   | Matériel —       | Jours de fonctionnement — | Jour / Soir / Nuit / Fêtes — / — / — / — | Voy. / an —      | Exploitant —     |
| 4     | Desserte : —                |                  |                  |                  |                  |                           |                                          |                  |                  |
| 4     | Autre :                     |                  |                  |                  |                  |                           |                                          |                  |                  |
| 4     | Dernière actualisation : —  |                  |                  |                  |                  |                           |                                          |                  |                  |
| 5     | ? ⥋ ?                       | ? ⥋ ?            | ? ⥋ ?            | ? ⥋ ?            | ? ⥋ ?            | ? ⥋ ?                     | ? ⥋ ?                                    | ? ⥋ ?            | ? ⥋ ?            |
| 5     | Ouverture / Fermeture — / — | Longueur —       | Durée —          | Nb. d’arrêts —   | Matériel —       | Jours de fonctionnement — | Jour / Soir / Nuit / Fêtes — / — / — / — | Voy. / an —      | Exploitant —     |
| 5     | Desserte : —                |                  |                  |                  |                  |                           |                                          |                  |                  |
| 5     | Autre :                     |                  |                  |                  |                  |                           |                                          |                  |                  |
| 5     | Dernière actualisation : —  |                  |                  |                  |                  |                           |                                          |                  |                  |
| 8     | ? ⥋ ?                       | ? ⥋ ?            | ? ⥋ ?            | ? ⥋ ?            | ? ⥋ ?            | ? ⥋ ?                     | ? ⥋ ?                                    | ? ⥋ ?            | ? ⥋ ?            |
| 8     | Ouverture / Fermeture — / — | Longueur —       | Durée —          | Nb. d’arrêts —   | Matériel —       | Jours de fonctionnement — | Jour / Soir / Nuit / Fêtes — / — / — / — | Voy. / an —      | Exploitant —     |
| 8     | Desserte : —                |                  |                  |                  |                  |                           |                                          |                  |                  |
| 8     | Autre :                     |                  |                  |                  |                  |                           |                                          |                  |                  |
| 8     | Dernière actualisation : —  |                  |                  |                  |                  |                           |                                          |                  |                  |
| 9     | ? ⥋ ?                       | ? ⥋ ?            | ? ⥋ ?            | ? ⥋ ?            | ? ⥋ ?            | ? ⥋ ?                     | ? ⥋ ?                                    | ? ⥋ ?            | ? ⥋ ?            |
| 9     | Ouverture / Fermeture — / — | Longueur —       | Durée —          | Nb. d’arrêts —   | Matériel —       | Jours de fonctionnement — | Jour / Soir / Nuit / Fêtes — / — / — / — | Voy. / an —      | Exploitant —     |
| 9     | Desserte : —                |                  |                  |                  |                  |                           |                                          |                  |                  |
| 9     | Autre :                     |                  |                  |                  |                  |                           |                                          |                  |                  |
| 9     | Dernière actualisation : —  |                  |                  |                  |                  |                           |                                          |                  |                  |

#### Lignes 10 à 19
| Ligne | Caractéristiques            | Caractéristiques | Caractéristiques | Caractéristiques | Caractéristiques | Caractéristiques          | Caractéristiques                         | Caractéristiques | Caractéristiques |
| 10    | ? ⥋ ?                       | ? ⥋ ?            | ? ⥋ ?            | ? ⥋ ?            | ? ⥋ ?            | ? ⥋ ?                     | ? ⥋ ?                                    | ? ⥋ ?            | ? ⥋ ?            |
| ----- | --------------------------- | ---------------- | ---------------- | ---------------- | ---------------- | ------------------------- | ---------------------------------------- | ---------------- | ---------------- |
| 10    | Ouverture / Fermeture — / — | Longueur —       | Durée —          | Nb. d’arrêts —   | Matériel —       | Jours de fonctionnement — | Jour / Soir / Nuit / Fêtes — / — / — / — | Voy. / an —      | Exploitant —     |
| 10    | Desserte : —                |                  |                  |                  |                  |                           |                                          |                  |                  |
| 10    | Autre :                     |                  |                  |                  |                  |                           |                                          |                  |                  |
| 10    | Dernière actualisation : —  |                  |                  |                  |                  |                           |                                          |                  |                  |
| 11    | ? ⥋ ?                       | ? ⥋ ?            | ? ⥋ ?            | ? ⥋ ?            | ? ⥋ ?            | ? ⥋ ?                     | ? ⥋ ?                                    | ? ⥋ ?            | ? ⥋ ?            |
| 11    | Ouverture / Fermeture — / — | Longueur —       | Durée —          | Nb. d’arrêts —   | Matériel —       | Jours de fonctionnement — | Jour / Soir / Nuit / Fêtes — / — / — / — | Voy. / an —      | Exploitant —     |
| 11    | Desserte : —                |                  |                  |                  |                  |                           |                                          |                  |                  |
| 11    | Autre :                     |                  |                  |                  |                  |                           |                                          |                  |                  |
| 11    | Dernière actualisation : —  |                  |                  |                  |                  |                           |                                          |                  |                  |
| 12    | ? ⥋ ?                       | ? ⥋ ?            | ? ⥋ ?            | ? ⥋ ?            | ? ⥋ ?            | ? ⥋ ?                     | ? ⥋ ?                                    | ? ⥋ ?            | ? ⥋ ?            |
| 12    | Ouverture / Fermeture — / — | Longueur —       | Durée —          | Nb. d’arrêts —   | Matériel —       | Jours de fonctionnement — | Jour / Soir / Nuit / Fêtes — / — / — / — | Voy. / an —      | Exploitant —     |
| 12    | Desserte : —                |                  |                  |                  |                  |                           |                                          |                  |                  |
| 12    | Autre :                     |                  |                  |                  |                  |                           |                                          |                  |                  |
| 12    | Dernière actualisation : —  |                  |                  |                  |                  |                           |                                          |                  |                  |
| 13    | ? ⥋ ?                       | ? ⥋ ?            | ? ⥋ ?            | ? ⥋ ?            | ? ⥋ ?            | ? ⥋ ?                     | ? ⥋ ?                                    | ? ⥋ ?            | ? ⥋ ?            |
| 13    | Ouverture / Fermeture — / — | Longueur —       | Durée —          | Nb. d’arrêts —   | Matériel —       | Jours de fonctionnement — | Jour / Soir / Nuit / Fêtes — / — / — / — | Voy. / an —      | Exploitant —     |
| 13    | Desserte : —                |                  |                  |                  |                  |                           |                                          |                  |                  |
| 13    | Autre :                     |                  |                  |                  |                  |                           |                                          |                  |                  |
| 13    | Dernière actualisation : —  |                  |                  |                  |                  |                           |                                          |                  |                  |
| 14    | ? ⥋ ?                       | ? ⥋ ?            | ? ⥋ ?            | ? ⥋ ?            | ? ⥋ ?            | ? ⥋ ?                     | ? ⥋ ?                                    | ? ⥋ ?            | ? ⥋ ?            |
| 14    | Ouverture / Fermeture — / — | Longueur —       | Durée —          | Nb. d’arrêts —   | Matériel —       | Jours de fonctionnement — | Jour / Soir / Nuit / Fêtes — / — / — / — | Voy. / an —      | Exploitant —     |
| 14    | Desserte : —                |                  |                  |                  |                  |                           |                                          |                  |                  |
| 14    | Autre :                     |                  |                  |                  |                  |                           |                                          |                  |                  |
| 14    | Dernière actualisation : —  |                  |                  |                  |                  |                           |                                          |                  |                  |
| 15    | ? ⥋ ?                       | ? ⥋ ?            | ? ⥋ ?            | ? ⥋ ?            | ? ⥋ ?            | ? ⥋ ?                     | ? ⥋ ?                                    | ? ⥋ ?            | ? ⥋ ?            |
| 15    | Ouverture / Fermeture — / — | Longueur —       | Durée —          | Nb. d’arrêts —   | Matériel —       | Jours de fonctionnement — | Jour / Soir / Nuit / Fêtes — / — / — / — | Voy. / an —      | Exploitant —     |
| 15    | Desserte : —                |                  |                  |                  |                  |                           |                                          |                  |                  |
| 15    | Autre :                     |                  |                  |                  |                  |                           |                                          |                  |                  |
| 15    | Dernière actualisation : —  |                  |                  |                  |                  |                           |                                          |                  |                  |
| 16    | ? ⥋ ?                       | ? ⥋ ?            | ? ⥋ ?            | ? ⥋ ?            | ? ⥋ ?            | ? ⥋ ?                     | ? ⥋ ?                                    | ? ⥋ ?            | ? ⥋ ?            |
| 16    | Ouverture / Fermeture — / — | Longueur —       | Durée —          | Nb. d’arrêts —   | Matériel —       | Jours de fonctionnement — | Jour / Soir / Nuit / Fêtes — / — / — / — | Voy. / an —      | Exploitant —     |
| 16    | Desserte : —                |                  |                  |                  |                  |                           |                                          |                  |                  |
| 16    | Autre :                     |                  |                  |                  |                  |                           |                                          |                  |                  |
| 16    | Dernière actualisation : —  |                  |                  |                  |                  |                           |                                          |                  |                  |
| 18    | ? ⥋ ?                       | ? ⥋ ?            | ? ⥋ ?            | ? ⥋ ?            | ? ⥋ ?            | ? ⥋ ?                     | ? ⥋ ?                                    | ? ⥋ ?            | ? ⥋ ?            |
| 18    | Ouverture / Fermeture — / — | Longueur —       | Durée —          | Nb. d’arrêts —   | Matériel —       | Jours de fonctionnement — | Jour / Soir / Nuit / Fêtes — / — / — / — | Voy. / an —      | Exploitant —     |
| 18    | Desserte : —                |                  |                  |                  |                  |                           |                                          |                  |                  |
| 18    | Autre :                     |                  |                  |                  |                  |                           |                                          |                  |                  |
| 18    | Dernière actualisation : —  |                  |                  |                  |                  |                           |                                          |                  |                  |
| 19    | ? ⥋ ?                       | ? ⥋ ?            | ? ⥋ ?            | ? ⥋ ?            | ? ⥋ ?            | ? ⥋ ?                     | ? ⥋ ?                                    | ? ⥋ ?            | ? ⥋ ?            |
| 19    | Ouverture / Fermeture — / — | Longueur —       | Durée —          | Nb. d’arrêts —   | Matériel —       | Jours de fonctionnement — | Jour / Soir / Nuit / Fêtes — / — / — / — | Voy. / an —      | Exploitant —     |
| 19    | Desserte : —                |                  |                  |                  |                  |                           |                                          |                  |                  |
| 19    | Autre :                     |                  |                  |                  |                  |                           |                                          |                  |                  |
| 19    | Dernière actualisation : —  |                  |                  |                  |                  |                           |                                          |                  |                  |

#### Lignes 20 à 29
| Ligne | Caractéristiques            | Caractéristiques | Caractéristiques | Caractéristiques | Caractéristiques | Caractéristiques          | Caractéristiques                         | Caractéristiques | Caractéristiques |
| 20    | ? ⥋ ?                       | ? ⥋ ?            | ? ⥋ ?            | ? ⥋ ?            | ? ⥋ ?            | ? ⥋ ?                     | ? ⥋ ?                                    | ? ⥋ ?            | ? ⥋ ?            |
| ----- | --------------------------- | ---------------- | ---------------- | ---------------- | ---------------- | ------------------------- | ---------------------------------------- | ---------------- | ---------------- |
| 20    | Ouverture / Fermeture — / — | Longueur —       | Durée —          | Nb. d’arrêts —   | Matériel —       | Jours de fonctionnement — | Jour / Soir / Nuit / Fêtes — / — / — / — | Voy. / an —      | Exploitant —     |
| 20    | Desserte : —                |                  |                  |                  |                  |                           |                                          |                  |                  |
| 20    | Autre :                     |                  |                  |                  |                  |                           |                                          |                  |                  |
| 20    | Dernière actualisation : —  |                  |                  |                  |                  |                           |                                          |                  |                  |
| 21    | ? ⥋ ?                       | ? ⥋ ?            | ? ⥋ ?            | ? ⥋ ?            | ? ⥋ ?            | ? ⥋ ?                     | ? ⥋ ?                                    | ? ⥋ ?            | ? ⥋ ?            |
| 21    | Ouverture / Fermeture — / — | Longueur —       | Durée —          | Nb. d’arrêts —   | Matériel —       | Jours de fonctionnement — | Jour / Soir / Nuit / Fêtes — / — / — / — | Voy. / an —      | Exploitant —     |
| 21    | Desserte : —                |                  |                  |                  |                  |                           |                                          |                  |                  |
| 21    | Autre :                     |                  |                  |                  |                  |                           |                                          |                  |                  |
| 21    | Dernière actualisation : —  |                  |                  |                  |                  |                           |                                          |                  |                  |
| 22    | ? ⥋ ?                       | ? ⥋ ?            | ? ⥋ ?            | ? ⥋ ?            | ? ⥋ ?            | ? ⥋ ?                     | ? ⥋ ?                                    | ? ⥋ ?            | ? ⥋ ?            |
| 22    | Ouverture / Fermeture — / — | Longueur —       | Durée —          | Nb. d’arrêts —   | Matériel —       | Jours de fonctionnement — | Jour / Soir / Nuit / Fêtes — / — / — / — | Voy. / an —      | Exploitant —     |
| 22    | Desserte : —                |                  |                  |                  |                  |                           |                                          |                  |                  |
| 22    | Autre :                     |                  |                  |                  |                  |                           |                                          |                  |                  |
| 22    | Dernière actualisation : —  |                  |                  |                  |                  |                           |                                          |                  |                  |
| 24    | ? ⥋ ?                       | ? ⥋ ?            | ? ⥋ ?            | ? ⥋ ?            | ? ⥋ ?            | ? ⥋ ?                     | ? ⥋ ?                                    | ? ⥋ ?            | ? ⥋ ?            |
| 24    | Ouverture / Fermeture — / — | Longueur —       | Durée —          | Nb. d’arrêts —   | Matériel —       | Jours de fonctionnement — | Jour / Soir / Nuit / Fêtes — / — / — / — | Voy. / an —      | Exploitant —     |
| 24    | Desserte : —                |                  |                  |                  |                  |                           |                                          |                  |                  |
| 24    | Autre :                     |                  |                  |                  |                  |                           |                                          |                  |                  |
| 24    | Dernière actualisation : —  |                  |                  |                  |                  |                           |                                          |                  |                  |
| 25    | ? ⥋ ?                       | ? ⥋ ?            | ? ⥋ ?            | ? ⥋ ?            | ? ⥋ ?            | ? ⥋ ?                     | ? ⥋ ?                                    | ? ⥋ ?            | ? ⥋ ?            |
| 25    | Ouverture / Fermeture — / — | Longueur —       | Durée —          | Nb. d’arrêts —   | Matériel —       | Jours de fonctionnement — | Jour / Soir / Nuit / Fêtes — / — / — / — | Voy. / an —      | Exploitant —     |
| 25    | Desserte : —                |                  |                  |                  |                  |                           |                                          |                  |                  |
| 25    | Autre :                     |                  |                  |                  |                  |                           |                                          |                  |                  |
| 25    | Dernière actualisation : —  |                  |                  |                  |                  |                           |                                          |                  |                  |
| 27    | ? ⥋ ?                       | ? ⥋ ?            | ? ⥋ ?            | ? ⥋ ?            | ? ⥋ ?            | ? ⥋ ?                     | ? ⥋ ?                                    | ? ⥋ ?            | ? ⥋ ?            |
| 27    | Ouverture / Fermeture — / — | Longueur —       | Durée —          | Nb. d’arrêts —   | Matériel —       | Jours de fonctionnement — | Jour / Soir / Nuit / Fêtes — / — / — / — | Voy. / an —      | Exploitant —     |
| 27    | Desserte : —                |                  |                  |                  |                  |                           |                                          |                  |                  |
| 27    | Autre :                     |                  |                  |                  |                  |                           |                                          |                  |                  |
| 27    | Dernière actualisation : —  |                  |                  |                  |                  |                           |                                          |                  |                  |
| 28    | ? ⥋ ?                       | ? ⥋ ?            | ? ⥋ ?            | ? ⥋ ?            | ? ⥋ ?            | ? ⥋ ?                     | ? ⥋ ?                                    | ? ⥋ ?            | ? ⥋ ?            |
| 28    | Ouverture / Fermeture — / — | Longueur —       | Durée —          | Nb. d’arrêts —   | Matériel —       | Jours de fonctionnement — | Jour / Soir / Nuit / Fêtes — / — / — / — | Voy. / an —      | Exploitant —     |
| 28    | Desserte : —                |                  |                  |                  |                  |                           |                                          |                  |                  |
| 28    | Autre :                     |                  |                  |                  |                  |                           |                                          |                  |                  |
| 28    | Dernière actualisation : —  |                  |                  |                  |                  |                           |                                          |                  |                  |
| 29    | ? ⥋ ?                       | ? ⥋ ?            | ? ⥋ ?            | ? ⥋ ?            | ? ⥋ ?            | ? ⥋ ?                     | ? ⥋ ?                                    | ? ⥋ ?            | ? ⥋ ?            |
| 29    | Ouverture / Fermeture — / — | Longueur —       | Durée —          | Nb. d’arrêts —   | Matériel —       | Jours de fonctionnement — | Jour / Soir / Nuit / Fêtes — / — / — / — | Voy. / an —      | Exploitant —     |
| 29    | Desserte : —                |                  |                  |                  |                  |                           |                                          |                  |                  |
| 29    | Autre :                     |                  |                  |                  |                  |                           |                                          |                  |                  |
| 29    | Dernière actualisation : —  |                  |                  |                  |                  |                           |                                          |                  |                  |

#### Lignes 30 à 39
| Ligne | Caractéristiques            | Caractéristiques | Caractéristiques | Caractéristiques | Caractéristiques | Caractéristiques          | Caractéristiques                         | Caractéristiques | Caractéristiques |
| 30    | ? ⥋ ?                       | ? ⥋ ?            | ? ⥋ ?            | ? ⥋ ?            | ? ⥋ ?            | ? ⥋ ?                     | ? ⥋ ?                                    | ? ⥋ ?            | ? ⥋ ?            |
| ----- | --------------------------- | ---------------- | ---------------- | ---------------- | ---------------- | ------------------------- | ---------------------------------------- | ---------------- | ---------------- |
| 30    | Ouverture / Fermeture — / — | Longueur —       | Durée —          | Nb. d’arrêts —   | Matériel —       | Jours de fonctionnement — | Jour / Soir / Nuit / Fêtes — / — / — / — | Voy. / an —      | Exploitant —     |
| 30    | Desserte : —                |                  |                  |                  |                  |                           |                                          |                  |                  |
| 30    | Autre :                     |                  |                  |                  |                  |                           |                                          |                  |                  |
| 30    | Dernière actualisation : —  |                  |                  |                  |                  |                           |                                          |                  |                  |
| 31    | ? ⥋ ?                       | ? ⥋ ?            | ? ⥋ ?            | ? ⥋ ?            | ? ⥋ ?            | ? ⥋ ?                     | ? ⥋ ?                                    | ? ⥋ ?            | ? ⥋ ?            |
| 31    | Ouverture / Fermeture — / — | Longueur —       | Durée —          | Nb. d’arrêts —   | Matériel —       | Jours de fonctionnement — | Jour / Soir / Nuit / Fêtes — / — / — / — | Voy. / an —      | Exploitant —     |
| 31    | Desserte : —                |                  |                  |                  |                  |                           |                                          |                  |                  |
| 31    | Autre :                     |                  |                  |                  |                  |                           |                                          |                  |                  |
| 31    | Dernière actualisation : —  |                  |                  |                  |                  |                           |                                          |                  |                  |
| 32    | ? ⥋ ?                       | ? ⥋ ?            | ? ⥋ ?            | ? ⥋ ?            | ? ⥋ ?            | ? ⥋ ?                     | ? ⥋ ?                                    | ? ⥋ ?            | ? ⥋ ?            |
| 32    | Ouverture / Fermeture — / — | Longueur —       | Durée —          | Nb. d’arrêts —   | Matériel —       | Jours de fonctionnement — | Jour / Soir / Nuit / Fêtes — / — / — / — | Voy. / an —      | Exploitant —     |
| 32    | Desserte : —                |                  |                  |                  |                  |                           |                                          |                  |                  |
| 32    | Autre :                     |                  |                  |                  |                  |                           |                                          |                  |                  |
| 32    | Dernière actualisation : —  |                  |                  |                  |                  |                           |                                          |                  |                  |
| 33    | ? ⥋ ?                       | ? ⥋ ?            | ? ⥋ ?            | ? ⥋ ?            | ? ⥋ ?            | ? ⥋ ?                     | ? ⥋ ?                                    | ? ⥋ ?            | ? ⥋ ?            |
| 33    | Ouverture / Fermeture — / — | Longueur —       | Durée —          | Nb. d’arrêts —   | Matériel —       | Jours de fonctionnement — | Jour / Soir / Nuit / Fêtes — / — / — / — | Voy. / an —      | Exploitant —     |
| 33    | Desserte : —                |                  |                  |                  |                  |                           |                                          |                  |                  |
| 33    | Autre :                     |                  |                  |                  |                  |                           |                                          |                  |                  |
| 33    | Dernière actualisation : —  |                  |                  |                  |                  |                           |                                          |                  |                  |

#### Autres lignes
| Ligne | Caractéristiques            | Caractéristiques | Caractéristiques | Caractéristiques | Caractéristiques | Caractéristiques          | Caractéristiques                         | Caractéristiques | Caractéristiques |
| 100   | ? ⥋ ?                       | ? ⥋ ?            | ? ⥋ ?            | ? ⥋ ?            | ? ⥋ ?            | ? ⥋ ?                     | ? ⥋ ?                                    | ? ⥋ ?            | ? ⥋ ?            |
| ----- | --------------------------- | ---------------- | ---------------- | ---------------- | ---------------- | ------------------------- | ---------------------------------------- | ---------------- | ---------------- |
| 100   | Ouverture / Fermeture — / — | Longueur —       | Durée —          | Nb. d’arrêts —   | Matériel —       | Jours de fonctionnement — | Jour / Soir / Nuit / Fêtes — / — / — / — | Voy. / an —      | Exploitant —     |
| 100   | Desserte : —                |                  |                  |                  |                  |                           |                                          |                  |                  |
| 100   | Autre :                     |                  |                  |                  |                  |                           |                                          |                  |                  |
| 100   | Dernière actualisation : —  |                  |                  |                  |                  |                           |                                          |                  |                  |
| 211   | ? ⥋ ?                       | ? ⥋ ?            | ? ⥋ ?            | ? ⥋ ?            | ? ⥋ ?            | ? ⥋ ?                     | ? ⥋ ?                                    | ? ⥋ ?            | ? ⥋ ?            |
| 211   | Ouverture / Fermeture — / — | Longueur —       | Durée —          | Nb. d’arrêts —   | Matériel —       | Jours de fonctionnement — | Jour / Soir / Nuit / Fêtes — / — / — / — | Voy. / an —      | Exploitant —     |
| 211   | Desserte : —                |                  |                  |                  |                  |                           |                                          |                  |                  |
| 211   | Autre :                     |                  |                  |                  |                  |                           |                                          |                  |                  |
| 211   | Dernière actualisation : —  |                  |                  |                  |                  |                           |                                          |                  |                  |

### Lignes urbaines desservant Schœlcher

#### Lignes 100 à 109
| Ligne | Caractéristiques            | Caractéristiques | Caractéristiques | Caractéristiques | Caractéristiques | Caractéristiques          | Caractéristiques                         | Caractéristiques | Caractéristiques |
| 104   | ? ⥋ ?                       | ? ⥋ ?            | ? ⥋ ?            | ? ⥋ ?            | ? ⥋ ?            | ? ⥋ ?                     | ? ⥋ ?                                    | ? ⥋ ?            | ? ⥋ ?            |
| ----- | --------------------------- | ---------------- | ---------------- | ---------------- | ---------------- | ------------------------- | ---------------------------------------- | ---------------- | ---------------- |
| 104   | Ouverture / Fermeture — / — | Longueur —       | Durée —          | Nb. d’arrêts —   | Matériel —       | Jours de fonctionnement — | Jour / Soir / Nuit / Fêtes — / — / — / — | Voy. / an —      | Exploitant —     |
| 104   | Desserte : —                |                  |                  |                  |                  |                           |                                          |                  |                  |
| 104   | Autre :                     |                  |                  |                  |                  |                           |                                          |                  |                  |
| 104   | Dernière actualisation : —  |                  |                  |                  |                  |                           |                                          |                  |                  |
| 105   | ? ⥋ ?                       | ? ⥋ ?            | ? ⥋ ?            | ? ⥋ ?            | ? ⥋ ?            | ? ⥋ ?                     | ? ⥋ ?                                    | ? ⥋ ?            | ? ⥋ ?            |
| 105   | Ouverture / Fermeture — / — | Longueur —       | Durée —          | Nb. d’arrêts —   | Matériel —       | Jours de fonctionnement — | Jour / Soir / Nuit / Fêtes — / — / — / — | Voy. / an —      | Exploitant —     |
| 105   | Desserte : —                |                  |                  |                  |                  |                           |                                          |                  |                  |
| 105   | Autre :                     |                  |                  |                  |                  |                           |                                          |                  |                  |
| 105   | Dernière actualisation : —  |                  |                  |                  |                  |                           |                                          |                  |                  |

#### Lignes 110 à 119
| Ligne | Caractéristiques            | Caractéristiques | Caractéristiques | Caractéristiques | Caractéristiques | Caractéristiques          | Caractéristiques                         | Caractéristiques | Caractéristiques |
| 110   | ? ⥋ ?                       | ? ⥋ ?            | ? ⥋ ?            | ? ⥋ ?            | ? ⥋ ?            | ? ⥋ ?                     | ? ⥋ ?                                    | ? ⥋ ?            | ? ⥋ ?            |
| ----- | --------------------------- | ---------------- | ---------------- | ---------------- | ---------------- | ------------------------- | ---------------------------------------- | ---------------- | ---------------- |
| 110   | Ouverture / Fermeture — / — | Longueur —       | Durée —          | Nb. d’arrêts —   | Matériel —       | Jours de fonctionnement — | Jour / Soir / Nuit / Fêtes — / — / — / — | Voy. / an —      | Exploitant —     |
| 110   | Desserte : —                |                  |                  |                  |                  |                           |                                          |                  |                  |
| 110   | Autre :                     |                  |                  |                  |                  |                           |                                          |                  |                  |
| 110   | Dernière actualisation : —  |                  |                  |                  |                  |                           |                                          |                  |                  |
| 111   | ? ⥋ ?                       | ? ⥋ ?            | ? ⥋ ?            | ? ⥋ ?            | ? ⥋ ?            | ? ⥋ ?                     | ? ⥋ ?                                    | ? ⥋ ?            | ? ⥋ ?            |
| 111   | Ouverture / Fermeture — / — | Longueur —       | Durée —          | Nb. d’arrêts —   | Matériel —       | Jours de fonctionnement — | Jour / Soir / Nuit / Fêtes — / — / — / — | Voy. / an —      | Exploitant —     |
| 111   | Desserte : —                |                  |                  |                  |                  |                           |                                          |                  |                  |
| 111   | Autre :                     |                  |                  |                  |                  |                           |                                          |                  |                  |
| 111   | Dernière actualisation : —  |                  |                  |                  |                  |                           |                                          |                  |                  |
| 112   | ? ⥋ ?                       | ? ⥋ ?            | ? ⥋ ?            | ? ⥋ ?            | ? ⥋ ?            | ? ⥋ ?                     | ? ⥋ ?                                    | ? ⥋ ?            | ? ⥋ ?            |
| 112   | Ouverture / Fermeture — / — | Longueur —       | Durée —          | Nb. d’arrêts —   | Matériel —       | Jours de fonctionnement — | Jour / Soir / Nuit / Fêtes — / — / — / — | Voy. / an —      | Exploitant —     |
| 112   | Desserte : —                |                  |                  |                  |                  |                           |                                          |                  |                  |
| 112   | Autre :                     |                  |                  |                  |                  |                           |                                          |                  |                  |
| 112   | Dernière actualisation : —  |                  |                  |                  |                  |                           |                                          |                  |                  |
| 114   | ? ⥋ ?                       | ? ⥋ ?            | ? ⥋ ?            | ? ⥋ ?            | ? ⥋ ?            | ? ⥋ ?                     | ? ⥋ ?                                    | ? ⥋ ?            | ? ⥋ ?            |
| 114   | Ouverture / Fermeture — / — | Longueur —       | Durée —          | Nb. d’arrêts —   | Matériel —       | Jours de fonctionnement — | Jour / Soir / Nuit / Fêtes — / — / — / — | Voy. / an —      | Exploitant —     |
| 114   | Desserte : —                |                  |                  |                  |                  |                           |                                          |                  |                  |
| 114   | Autre :                     |                  |                  |                  |                  |                           |                                          |                  |                  |
| 114   | Dernière actualisation : —  |                  |                  |                  |                  |                           |                                          |                  |                  |

### Lignes urbaines desservant Saint-Joseph

#### Lignes 300 à 309
| Ligne | Caractéristiques            | Caractéristiques | Caractéristiques | Caractéristiques | Caractéristiques | Caractéristiques          | Caractéristiques                         | Caractéristiques | Caractéristiques |
| 301   | ? ⥋ ?                       | ? ⥋ ?            | ? ⥋ ?            | ? ⥋ ?            | ? ⥋ ?            | ? ⥋ ?                     | ? ⥋ ?                                    | ? ⥋ ?            | ? ⥋ ?            |
| ----- | --------------------------- | ---------------- | ---------------- | ---------------- | ---------------- | ------------------------- | ---------------------------------------- | ---------------- | ---------------- |
| 301   | Ouverture / Fermeture — / — | Longueur —       | Durée —          | Nb. d’arrêts —   | Matériel —       | Jours de fonctionnement — | Jour / Soir / Nuit / Fêtes — / — / — / — | Voy. / an —      | Exploitant —     |
| 301   | Desserte : —                |                  |                  |                  |                  |                           |                                          |                  |                  |
| 301   | Autre :                     |                  |                  |                  |                  |                           |                                          |                  |                  |
| 301   | Dernière actualisation : —  |                  |                  |                  |                  |                           |                                          |                  |                  |
| 302   | ? ⥋ ?                       | ? ⥋ ?            | ? ⥋ ?            | ? ⥋ ?            | ? ⥋ ?            | ? ⥋ ?                     | ? ⥋ ?                                    | ? ⥋ ?            | ? ⥋ ?            |
| 302   | Ouverture / Fermeture — / — | Longueur —       | Durée —          | Nb. d’arrêts —   | Matériel —       | Jours de fonctionnement — | Jour / Soir / Nuit / Fêtes — / — / — / — | Voy. / an —      | Exploitant —     |
| 302   | Desserte : —                |                  |                  |                  |                  |                           |                                          |                  |                  |
| 302   | Autre :                     |                  |                  |                  |                  |                           |                                          |                  |                  |
| 302   | Dernière actualisation : —  |                  |                  |                  |                  |                           |                                          |                  |                  |
| 303   | ? ⥋ ?                       | ? ⥋ ?            | ? ⥋ ?            | ? ⥋ ?            | ? ⥋ ?            | ? ⥋ ?                     | ? ⥋ ?                                    | ? ⥋ ?            | ? ⥋ ?            |
| 303   | Ouverture / Fermeture — / — | Longueur —       | Durée —          | Nb. d’arrêts —   | Matériel —       | Jours de fonctionnement — | Jour / Soir / Nuit / Fêtes — / — / — / — | Voy. / an —      | Exploitant —     |
| 303   | Desserte : —                |                  |                  |                  |                  |                           |                                          |                  |                  |
| 303   | Autre :                     |                  |                  |                  |                  |                           |                                          |                  |                  |
| 303   | Dernière actualisation : —  |                  |                  |                  |                  |                           |                                          |                  |                  |
| 304   | ? ⥋ ?                       | ? ⥋ ?            | ? ⥋ ?            | ? ⥋ ?            | ? ⥋ ?            | ? ⥋ ?                     | ? ⥋ ?                                    | ? ⥋ ?            | ? ⥋ ?            |
| 304   | Ouverture / Fermeture — / — | Longueur —       | Durée —          | Nb. d’arrêts —   | Matériel —       | Jours de fonctionnement — | Jour / Soir / Nuit / Fêtes — / — / — / — | Voy. / an —      | Exploitant —     |
| 304   | Desserte : —                |                  |                  |                  |                  |                           |                                          |                  |                  |
| 304   | Autre :                     |                  |                  |                  |                  |                           |                                          |                  |                  |
| 304   | Dernière actualisation : —  |                  |                  |                  |                  |                           |                                          |                  |                  |
| 307   | ? ⥋ ?                       | ? ⥋ ?            | ? ⥋ ?            | ? ⥋ ?            | ? ⥋ ?            | ? ⥋ ?                     | ? ⥋ ?                                    | ? ⥋ ?            | ? ⥋ ?            |
| 307   | Ouverture / Fermeture — / — | Longueur —       | Durée —          | Nb. d’arrêts —   | Matériel —       | Jours de fonctionnement — | Jour / Soir / Nuit / Fêtes — / — / — / — | Voy. / an —      | Exploitant —     |
| 307   | Desserte : —                |                  |                  |                  |                  |                           |                                          |                  |                  |
| 307   | Autre :                     |                  |                  |                  |                  |                           |                                          |                  |                  |
| 307   | Dernière actualisation : —  |                  |                  |                  |                  |                           |                                          |                  |                  |

#### Lignes 320 à 329
| Ligne | Caractéristiques            | Caractéristiques | Caractéristiques | Caractéristiques | Caractéristiques | Caractéristiques          | Caractéristiques                         | Caractéristiques | Caractéristiques |
| 320   | ? ⥋ ?                       | ? ⥋ ?            | ? ⥋ ?            | ? ⥋ ?            | ? ⥋ ?            | ? ⥋ ?                     | ? ⥋ ?                                    | ? ⥋ ?            | ? ⥋ ?            |
| ----- | --------------------------- | ---------------- | ---------------- | ---------------- | ---------------- | ------------------------- | ---------------------------------------- | ---------------- | ---------------- |
| 320   | Ouverture / Fermeture — / — | Longueur —       | Durée —          | Nb. d’arrêts —   | Matériel —       | Jours de fonctionnement — | Jour / Soir / Nuit / Fêtes — / — / — / — | Voy. / an —      | Exploitant —     |
| 320   | Desserte : —                |                  |                  |                  |                  |                           |                                          |                  |                  |
| 320   | Autre :                     |                  |                  |                  |                  |                           |                                          |                  |                  |
| 320   | Dernière actualisation : —  |                  |                  |                  |                  |                           |                                          |                  |                  |
| 321   | ? ⥋ ?                       | ? ⥋ ?            | ? ⥋ ?            | ? ⥋ ?            | ? ⥋ ?            | ? ⥋ ?                     | ? ⥋ ?                                    | ? ⥋ ?            | ? ⥋ ?            |
| 321   | Ouverture / Fermeture — / — | Longueur —       | Durée —          | Nb. d’arrêts —   | Matériel —       | Jours de fonctionnement — | Jour / Soir / Nuit / Fêtes — / — / — / — | Voy. / an —      | Exploitant —     |
| 321   | Desserte : —                |                  |                  |                  |                  |                           |                                          |                  |                  |
| 321   | Autre :                     |                  |                  |                  |                  |                           |                                          |                  |                  |
| 321   | Dernière actualisation : —  |                  |                  |                  |                  |                           |                                          |                  |                  |

#### Lignes 340 à 349
| Ligne | Caractéristiques            | Caractéristiques | Caractéristiques | Caractéristiques | Caractéristiques | Caractéristiques          | Caractéristiques                         | Caractéristiques | Caractéristiques |
| 340   | ? ⥋ ?                       | ? ⥋ ?            | ? ⥋ ?            | ? ⥋ ?            | ? ⥋ ?            | ? ⥋ ?                     | ? ⥋ ?                                    | ? ⥋ ?            | ? ⥋ ?            |
| ----- | --------------------------- | ---------------- | ---------------- | ---------------- | ---------------- | ------------------------- | ---------------------------------------- | ---------------- | ---------------- |
| 340   | Ouverture / Fermeture — / — | Longueur —       | Durée —          | Nb. d’arrêts —   | Matériel —       | Jours de fonctionnement — | Jour / Soir / Nuit / Fêtes — / — / — / — | Voy. / an —      | Exploitant —     |
| 340   | Desserte : —                |                  |                  |                  |                  |                           |                                          |                  |                  |
| 340   | Autre :                     |                  |                  |                  |                  |                           |                                          |                  |                  |
| 340   | Dernière actualisation : —  |                  |                  |                  |                  |                           |                                          |                  |                  |
| 341   | ? ⥋ ?                       | ? ⥋ ?            | ? ⥋ ?            | ? ⥋ ?            | ? ⥋ ?            | ? ⥋ ?                     | ? ⥋ ?                                    | ? ⥋ ?            | ? ⥋ ?            |
| 341   | Ouverture / Fermeture — / — | Longueur —       | Durée —          | Nb. d’arrêts —   | Matériel —       | Jours de fonctionnement — | Jour / Soir / Nuit / Fêtes — / — / — / — | Voy. / an —      | Exploitant —     |
| 341   | Desserte : —                |                  |                  |                  |                  |                           |                                          |                  |                  |
| 341   | Autre :                     |                  |                  |                  |                  |                           |                                          |                  |                  |
| 341   | Dernière actualisation : —  |                  |                  |                  |                  |                           |                                          |                  |                  |
| 342   | ? ⥋ ?                       | ? ⥋ ?            | ? ⥋ ?            | ? ⥋ ?            | ? ⥋ ?            | ? ⥋ ?                     | ? ⥋ ?                                    | ? ⥋ ?            | ? ⥋ ?            |
| 342   | Ouverture / Fermeture — / — | Longueur —       | Durée —          | Nb. d’arrêts —   | Matériel —       | Jours de fonctionnement — | Jour / Soir / Nuit / Fêtes — / — / — / — | Voy. / an —      | Exploitant —     |
| 342   | Desserte : —                |                  |                  |                  |                  |                           |                                          |                  |                  |
| 342   | Autre :                     |                  |                  |                  |                  |                           |                                          |                  |                  |
| 342   | Dernière actualisation : —  |                  |                  |                  |                  |                           |                                          |                  |                  |

### Lignes urbaines desservant Le Lamentin

#### Lignes 400 à 409
| Ligne | Caractéristiques            | Caractéristiques | Caractéristiques | Caractéristiques | Caractéristiques | Caractéristiques          | Caractéristiques                         | Caractéristiques | Caractéristiques |
| 401   | ? ⥋ ?                       | ? ⥋ ?            | ? ⥋ ?            | ? ⥋ ?            | ? ⥋ ?            | ? ⥋ ?                     | ? ⥋ ?                                    | ? ⥋ ?            | ? ⥋ ?            |
| ----- | --------------------------- | ---------------- | ---------------- | ---------------- | ---------------- | ------------------------- | ---------------------------------------- | ---------------- | ---------------- |
| 401   | Ouverture / Fermeture — / — | Longueur —       | Durée —          | Nb. d’arrêts —   | Matériel —       | Jours de fonctionnement — | Jour / Soir / Nuit / Fêtes — / — / — / — | Voy. / an —      | Exploitant —     |
| 401   | Desserte : —                |                  |                  |                  |                  |                           |                                          |                  |                  |
| 401   | Autre :                     |                  |                  |                  |                  |                           |                                          |                  |                  |
| 401   | Dernière actualisation : —  |                  |                  |                  |                  |                           |                                          |                  |                  |
| 402   | ? ⥋ ?                       | ? ⥋ ?            | ? ⥋ ?            | ? ⥋ ?            | ? ⥋ ?            | ? ⥋ ?                     | ? ⥋ ?                                    | ? ⥋ ?            | ? ⥋ ?            |
| 402   | Ouverture / Fermeture — / — | Longueur —       | Durée —          | Nb. d’arrêts —   | Matériel —       | Jours de fonctionnement — | Jour / Soir / Nuit / Fêtes — / — / — / — | Voy. / an —      | Exploitant —     |
| 402   | Desserte : —                |                  |                  |                  |                  |                           |                                          |                  |                  |
| 402   | Autre :                     |                  |                  |                  |                  |                           |                                          |                  |                  |
| 402   | Dernière actualisation : —  |                  |                  |                  |                  |                           |                                          |                  |                  |
| 403   | ? ⥋ ?                       | ? ⥋ ?            | ? ⥋ ?            | ? ⥋ ?            | ? ⥋ ?            | ? ⥋ ?                     | ? ⥋ ?                                    | ? ⥋ ?            | ? ⥋ ?            |
| 403   | Ouverture / Fermeture — / — | Longueur —       | Durée —          | Nb. d’arrêts —   | Matériel —       | Jours de fonctionnement — | Jour / Soir / Nuit / Fêtes — / — / — / — | Voy. / an —      | Exploitant —     |
| 403   | Desserte : —                |                  |                  |                  |                  |                           |                                          |                  |                  |
| 403   | Autre :                     |                  |                  |                  |                  |                           |                                          |                  |                  |
| 403   | Dernière actualisation : —  |                  |                  |                  |                  |                           |                                          |                  |                  |
| 404   | ? ⥋ ?                       | ? ⥋ ?            | ? ⥋ ?            | ? ⥋ ?            | ? ⥋ ?            | ? ⥋ ?                     | ? ⥋ ?                                    | ? ⥋ ?            | ? ⥋ ?            |
| 404   | Ouverture / Fermeture — / — | Longueur —       | Durée —          | Nb. d’arrêts —   | Matériel —       | Jours de fonctionnement — | Jour / Soir / Nuit / Fêtes — / — / — / — | Voy. / an —      | Exploitant —     |
| 404   | Desserte : —                |                  |                  |                  |                  |                           |                                          |                  |                  |
| 404   | Autre :                     |                  |                  |                  |                  |                           |                                          |                  |                  |
| 404   | Dernière actualisation : —  |                  |                  |                  |                  |                           |                                          |                  |                  |
| 406   | ? ⥋ ?                       | ? ⥋ ?            | ? ⥋ ?            | ? ⥋ ?            | ? ⥋ ?            | ? ⥋ ?                     | ? ⥋ ?                                    | ? ⥋ ?            | ? ⥋ ?            |
| 406   | Ouverture / Fermeture — / — | Longueur —       | Durée —          | Nb. d’arrêts —   | Matériel —       | Jours de fonctionnement — | Jour / Soir / Nuit / Fêtes — / — / — / — | Voy. / an —      | Exploitant —     |
| 406   | Desserte : —                |                  |                  |                  |                  |                           |                                          |                  |                  |
| 406   | Autre :                     |                  |                  |                  |                  |                           |                                          |                  |                  |
| 406   | Dernière actualisation : —  |                  |                  |                  |                  |                           |                                          |                  |                  |
| 408   | ? ⥋ ?                       | ? ⥋ ?            | ? ⥋ ?            | ? ⥋ ?            | ? ⥋ ?            | ? ⥋ ?                     | ? ⥋ ?                                    | ? ⥋ ?            | ? ⥋ ?            |
| 408   | Ouverture / Fermeture — / — | Longueur —       | Durée —          | Nb. d’arrêts —   | Matériel —       | Jours de fonctionnement — | Jour / Soir / Nuit / Fêtes — / — / — / — | Voy. / an —      | Exploitant —     |
| 408   | Desserte : —                |                  |                  |                  |                  |                           |                                          |                  |                  |
| 408   | Autre :                     |                  |                  |                  |                  |                           |                                          |                  |                  |
| 408   | Dernière actualisation : —  |                  |                  |                  |                  |                           |                                          |                  |                  |

#### Lignes 410 à 419
| Ligne | Caractéristiques            | Caractéristiques | Caractéristiques | Caractéristiques | Caractéristiques | Caractéristiques          | Caractéristiques                         | Caractéristiques | Caractéristiques |
| 416   | ? ⥋ ?                       | ? ⥋ ?            | ? ⥋ ?            | ? ⥋ ?            | ? ⥋ ?            | ? ⥋ ?                     | ? ⥋ ?                                    | ? ⥋ ?            | ? ⥋ ?            |
| ----- | --------------------------- | ---------------- | ---------------- | ---------------- | ---------------- | ------------------------- | ---------------------------------------- | ---------------- | ---------------- |
| 416   | Ouverture / Fermeture — / — | Longueur —       | Durée —          | Nb. d’arrêts —   | Matériel —       | Jours de fonctionnement — | Jour / Soir / Nuit / Fêtes — / — / — / — | Voy. / an —      | Exploitant —     |
| 416   | Desserte : —                |                  |                  |                  |                  |                           |                                          |                  |                  |
| 416   | Autre :                     |                  |                  |                  |                  |                           |                                          |                  |                  |
| 416   | Dernière actualisation : —  |                  |                  |                  |                  |                           |                                          |                  |                  |

#### Lignes 420 à 429
| Ligne | Caractéristiques            | Caractéristiques | Caractéristiques | Caractéristiques | Caractéristiques | Caractéristiques          | Caractéristiques                         | Caractéristiques | Caractéristiques |
| 421   | ? ⥋ ?                       | ? ⥋ ?            | ? ⥋ ?            | ? ⥋ ?            | ? ⥋ ?            | ? ⥋ ?                     | ? ⥋ ?                                    | ? ⥋ ?            | ? ⥋ ?            |
| ----- | --------------------------- | ---------------- | ---------------- | ---------------- | ---------------- | ------------------------- | ---------------------------------------- | ---------------- | ---------------- |
| 421   | Ouverture / Fermeture — / — | Longueur —       | Durée —          | Nb. d’arrêts —   | Matériel —       | Jours de fonctionnement — | Jour / Soir / Nuit / Fêtes — / — / — / — | Voy. / an —      | Exploitant —     |
| 421   | Desserte : —                |                  |                  |                  |                  |                           |                                          |                  |                  |
| 421   | Autre :                     |                  |                  |                  |                  |                           |                                          |                  |                  |
| 421   | Dernière actualisation : —  |                  |                  |                  |                  |                           |                                          |                  |                  |
| 422   | ? ⥋ ?                       | ? ⥋ ?            | ? ⥋ ?            | ? ⥋ ?            | ? ⥋ ?            | ? ⥋ ?                     | ? ⥋ ?                                    | ? ⥋ ?            | ? ⥋ ?            |
| 422   | Ouverture / Fermeture — / — | Longueur —       | Durée —          | Nb. d’arrêts —   | Matériel —       | Jours de fonctionnement — | Jour / Soir / Nuit / Fêtes — / — / — / — | Voy. / an —      | Exploitant —     |
| 422   | Desserte : —                |                  |                  |                  |                  |                           |                                          |                  |                  |
| 422   | Autre :                     |                  |                  |                  |                  |                           |                                          |                  |                  |
| 422   | Dernière actualisation : —  |                  |                  |                  |                  |                           |                                          |                  |                  |
| 426   | ? ⥋ ?                       | ? ⥋ ?            | ? ⥋ ?            | ? ⥋ ?            | ? ⥋ ?            | ? ⥋ ?                     | ? ⥋ ?                                    | ? ⥋ ?            | ? ⥋ ?            |
| 426   | Ouverture / Fermeture — / — | Longueur —       | Durée —          | Nb. d’arrêts —   | Matériel —       | Jours de fonctionnement — | Jour / Soir / Nuit / Fêtes — / — / — / — | Voy. / an —      | Exploitant —     |
| 426   | Desserte : —                |                  |                  |                  |                  |                           |                                          |                  |                  |
| 426   | Autre :                     |                  |                  |                  |                  |                           |                                          |                  |                  |
| 426   | Dernière actualisation : —  |                  |                  |                  |                  |                           |                                          |                  |                  |

#### Lignes 440 à 449
| Ligne | Caractéristiques            | Caractéristiques | Caractéristiques | Caractéristiques | Caractéristiques | Caractéristiques          | Caractéristiques                         | Caractéristiques | Caractéristiques |
| 440   | ? ⥋ ?                       | ? ⥋ ?            | ? ⥋ ?            | ? ⥋ ?            | ? ⥋ ?            | ? ⥋ ?                     | ? ⥋ ?                                    | ? ⥋ ?            | ? ⥋ ?            |
| ----- | --------------------------- | ---------------- | ---------------- | ---------------- | ---------------- | ------------------------- | ---------------------------------------- | ---------------- | ---------------- |
| 440   | Ouverture / Fermeture — / — | Longueur —       | Durée —          | Nb. d’arrêts —   | Matériel —       | Jours de fonctionnement — | Jour / Soir / Nuit / Fêtes — / — / — / — | Voy. / an —      | Exploitant —     |
| 440   | Desserte : —                |                  |                  |                  |                  |                           |                                          |                  |                  |
| 440   | Autre :                     |                  |                  |                  |                  |                           |                                          |                  |                  |
| 440   | Dernière actualisation : —  |                  |                  |                  |                  |                           |                                          |                  |                  |
| 441   | ? ⥋ ?                       | ? ⥋ ?            | ? ⥋ ?            | ? ⥋ ?            | ? ⥋ ?            | ? ⥋ ?                     | ? ⥋ ?                                    | ? ⥋ ?            | ? ⥋ ?            |
| 441   | Ouverture / Fermeture — / — | Longueur —       | Durée —          | Nb. d’arrêts —   | Matériel —       | Jours de fonctionnement — | Jour / Soir / Nuit / Fêtes — / — / — / — | Voy. / an —      | Exploitant —     |
| 441   | Desserte : —                |                  |                  |                  |                  |                           |                                          |                  |                  |
| 441   | Autre :                     |                  |                  |                  |                  |                           |                                          |                  |                  |
| 441   | Dernière actualisation : —  |                  |                  |                  |                  |                           |                                          |                  |                  |
| 442   | ? ⥋ ?                       | ? ⥋ ?            | ? ⥋ ?            | ? ⥋ ?            | ? ⥋ ?            | ? ⥋ ?                     | ? ⥋ ?                                    | ? ⥋ ?            | ? ⥋ ?            |
| 442   | Ouverture / Fermeture — / — | Longueur —       | Durée —          | Nb. d’arrêts —   | Matériel —       | Jours de fonctionnement — | Jour / Soir / Nuit / Fêtes — / — / — / — | Voy. / an —      | Exploitant —     |
| 442   | Desserte : —                |                  |                  |                  |                  |                           |                                          |                  |                  |
| 442   | Autre :                     |                  |                  |                  |                  |                           |                                          |                  |                  |
| 442   | Dernière actualisation : —  |                  |                  |                  |                  |                           |                                          |                  |                  |
| 444   | ? ⥋ ?                       | ? ⥋ ?            | ? ⥋ ?            | ? ⥋ ?            | ? ⥋ ?            | ? ⥋ ?                     | ? ⥋ ?                                    | ? ⥋ ?            | ? ⥋ ?            |
| 444   | Ouverture / Fermeture — / — | Longueur —       | Durée —          | Nb. d’arrêts —   | Matériel —       | Jours de fonctionnement — | Jour / Soir / Nuit / Fêtes — / — / — / — | Voy. / an —      | Exploitant —     |
| 444   | Desserte : —                |                  |                  |                  |                  |                           |                                          |                  |                  |
| 444   | Autre :                     |                  |                  |                  |                  |                           |                                          |                  |                  |
| 444   | Dernière actualisation : —  |                  |                  |                  |                  |                           |                                          |                  |                  |

## Parc de véhicules

### Centres de remisage
Les centres de remisage ont pour mission de stocker les différents véhicules, mais également d'assurer leur entretien préventif et curatif. L'entretien curatif ou correctif a lieu quand une panne ou un dysfonctionnement est signalé par un machiniste.

### Détails du parc
(5 juin 2017).
| Constructeur  | Modèle        | Nombre | Période de mise en service | Numéros de parc | Affectation | Observation    |
| ------------- | ------------- | ------ | -------------------------- | --------------- | ----------- | -------------- |
| Mercedes-Benz | Citaro        | 24     | —                          | —               | —           | —              |
| Mercedes-Benz | Sprinter 516  | —      | —                          | —               | —           | —              |
| Heuliez       | GX 117        | 18     | —                          | —               | —           | —              |
| Heuliez       | GX 127        | 12     | —                          | —               | —           | —              |
| Van Hool      | ExquiCity 24  | 14     | 13 août 2018               | —               | A B         | Lignes du TCSP |
| Solaris       | Urbino 8.9    | 10     | —                          | —               | —           | —              |
| Solaris       | Urbino 10     | 5      | —                          | —               | —           | —              |
| Isuzu         | Novociti      | —      | —                          | —               | —           | —              |
| Isuzu         | Novociti Life | —      | —                          | —               | —           | —              |
| Isuzu         | Citibus       | —      | —                          | —               | —           | —              |
| Isuzu         | Citiport      | —      | —                          | —               | —           | —              |
| Iveco         | Daily         | —      | —                          | —               | —           | —              |
| Otokar        | Navigo 185SH  | —      | —                          | —               | —           | —              |
| Otokar        | Vectio C      | —      | —                          | —               | —           | —              |
| Otokar        | Vectio 240U   | —      | —                          | —               | —           | —              |
| Otokar        | Vectio U LE   | —      | —                          | —               | —           | —              |
| Otokar        | Navigo U      | —      | —                          | —               | —           | —              |
| Otokar        | Navigo C      | —      | —                          | —               | —           | —              |

## Galerie photographique

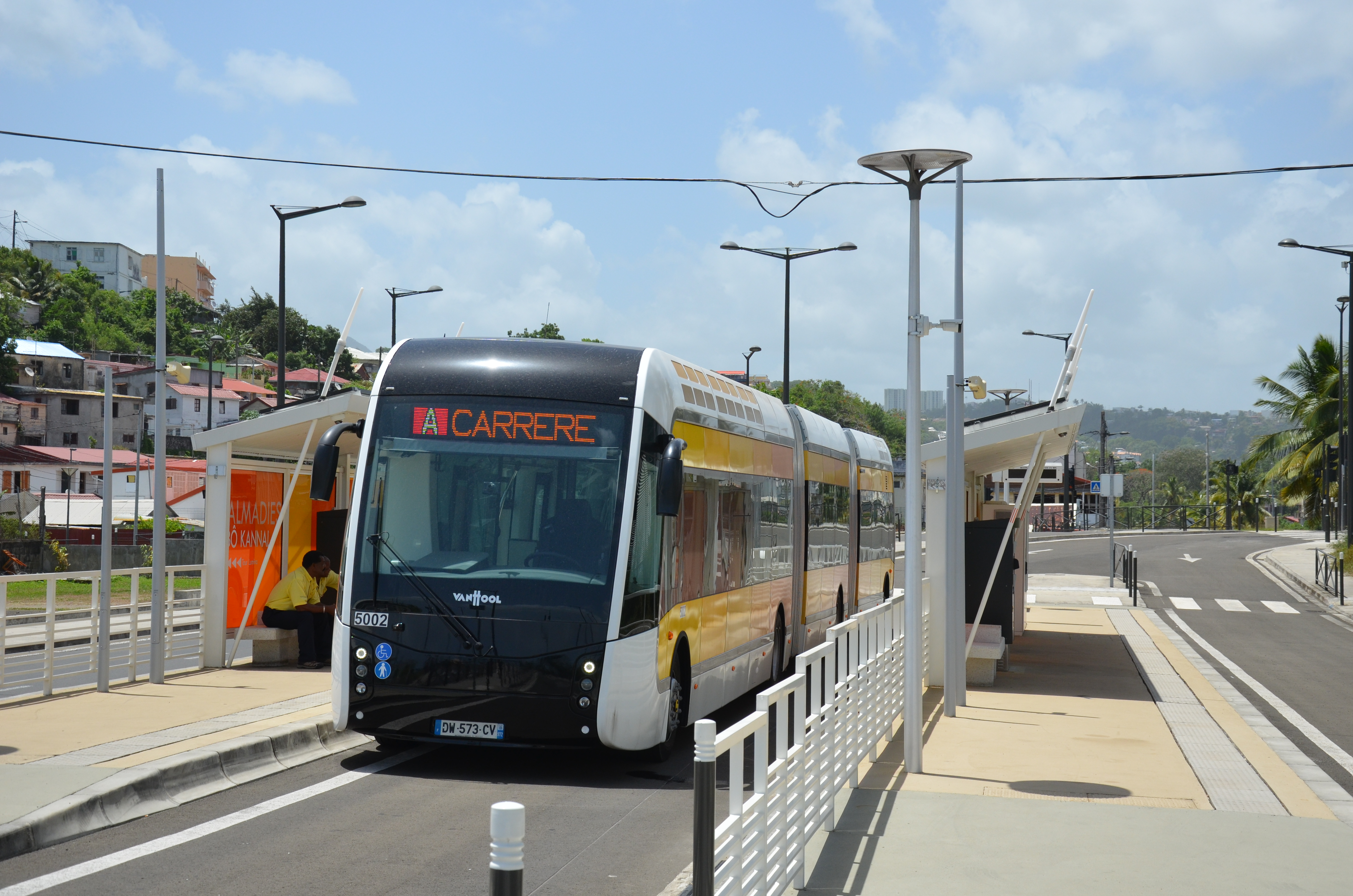
Bus à haut niveau de service (BHNS) en essais à Fort-de-France.
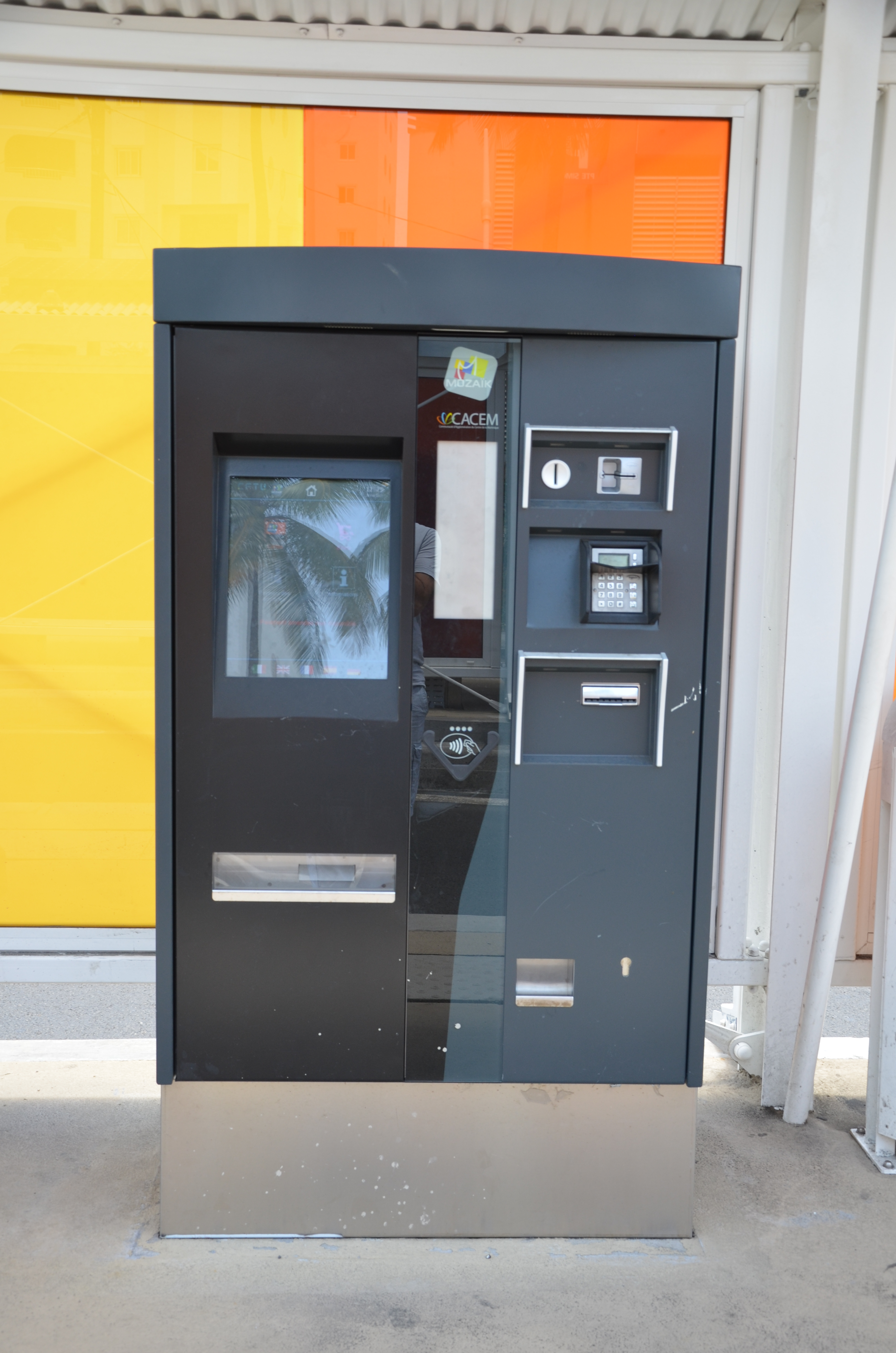
Bornes de paiement présentes aux stations du TCSP.
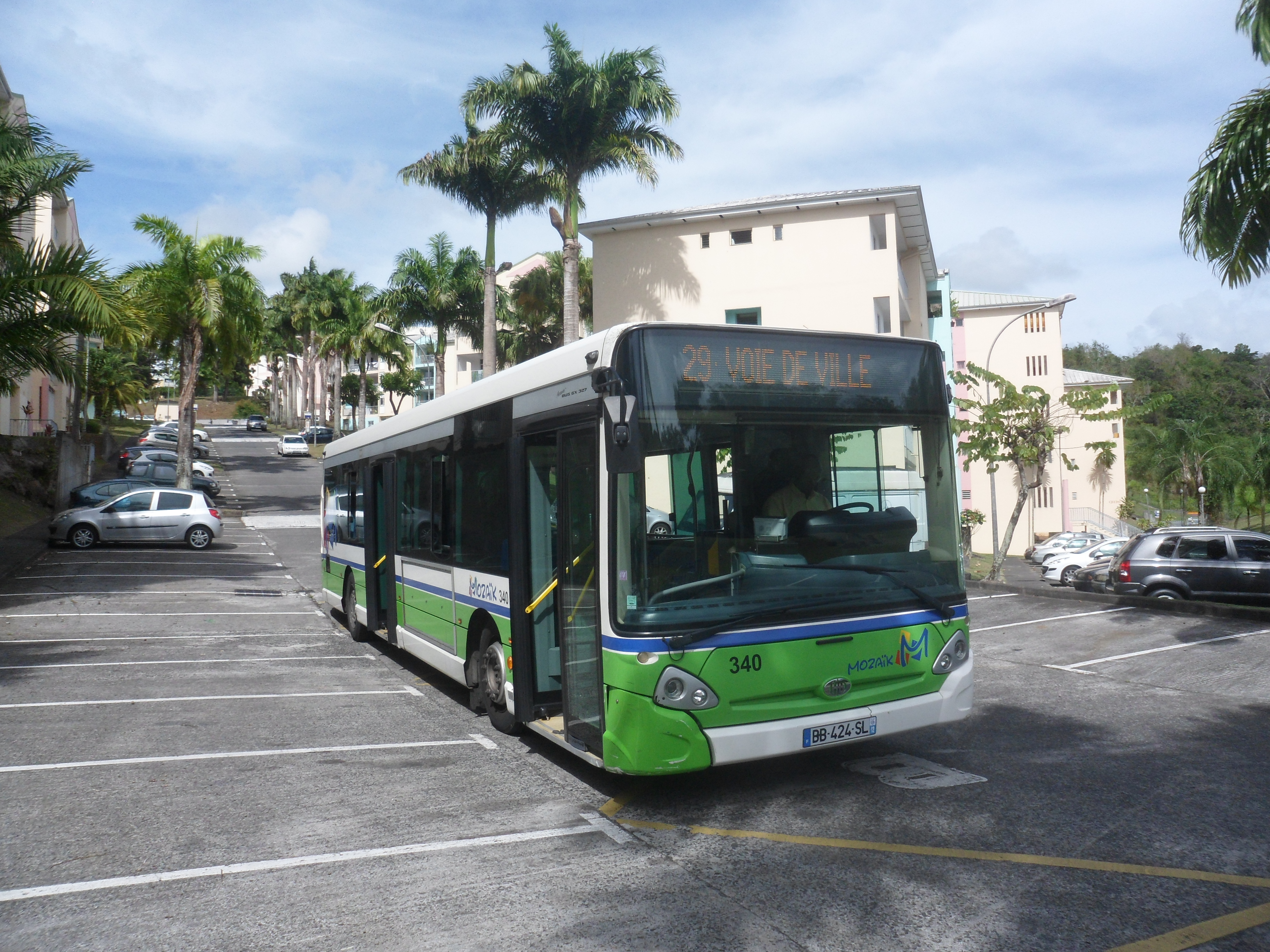
Un Heuliez GX327 du réseau Mozaïk à Fort-de-France.
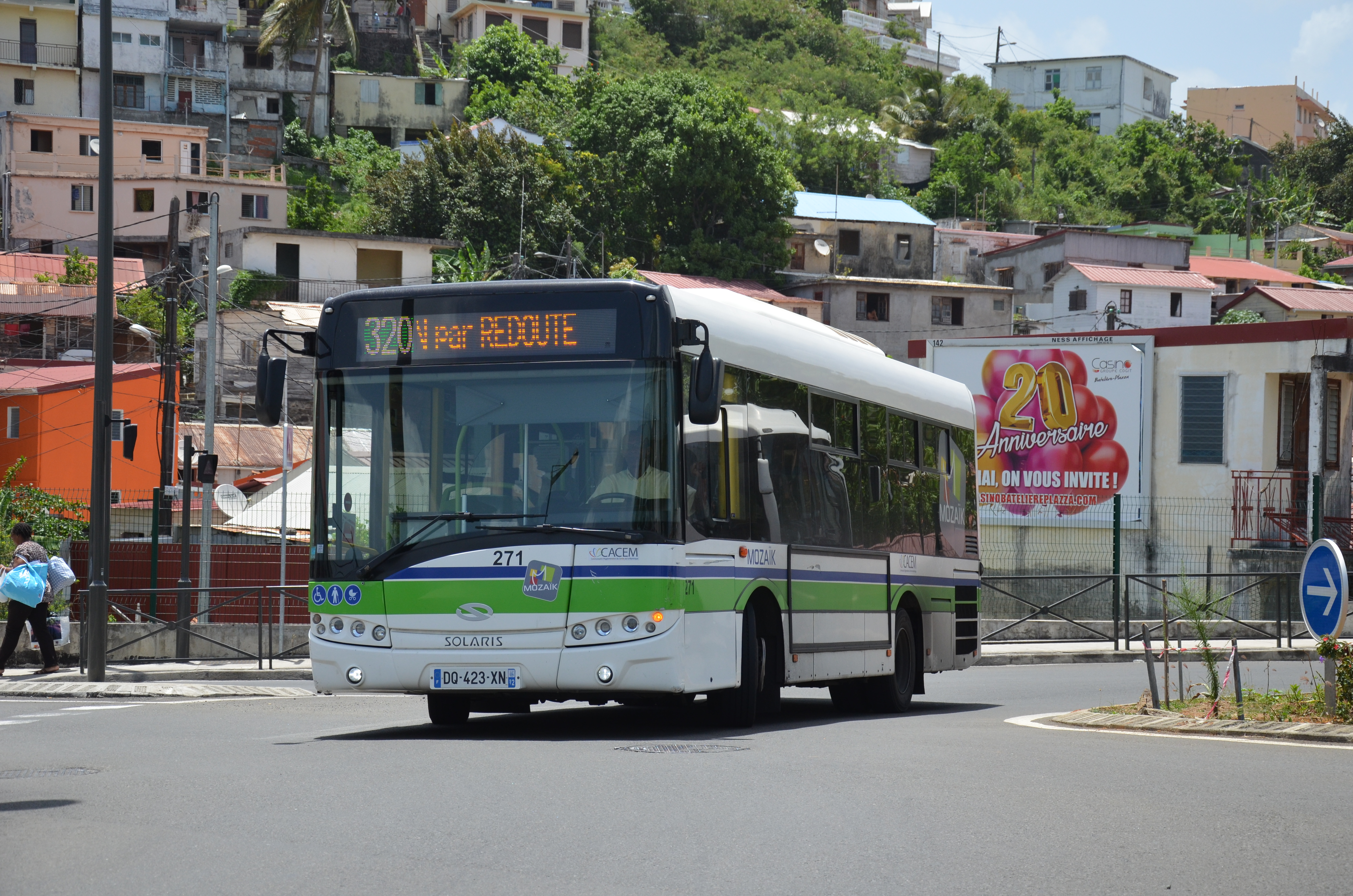
Un Solaris Urbino 8,9 du réseau Mozaïk à Fort-de-France
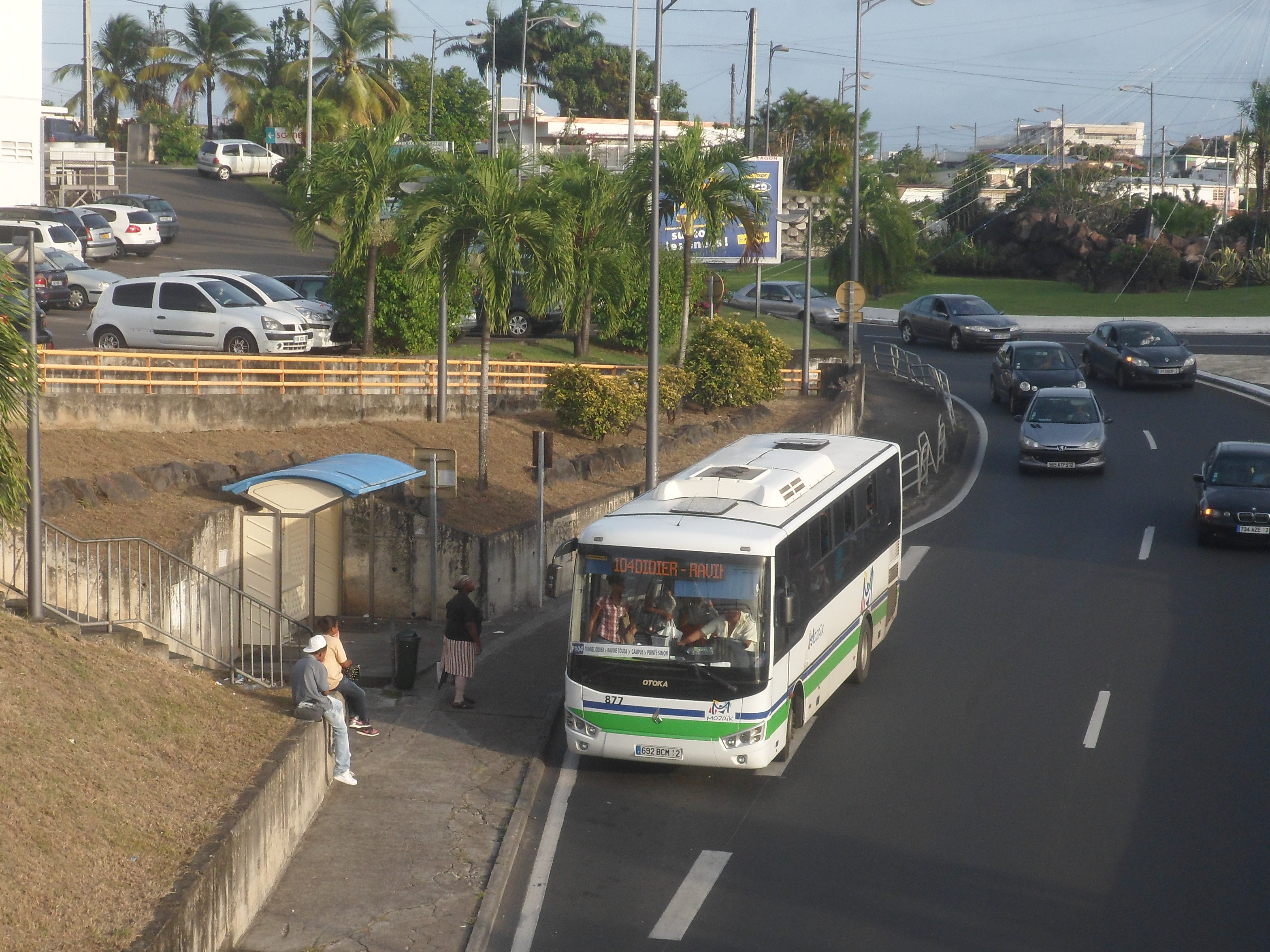
La ligne 104 dessert Schœlcher et était affrétée par la Sotravom
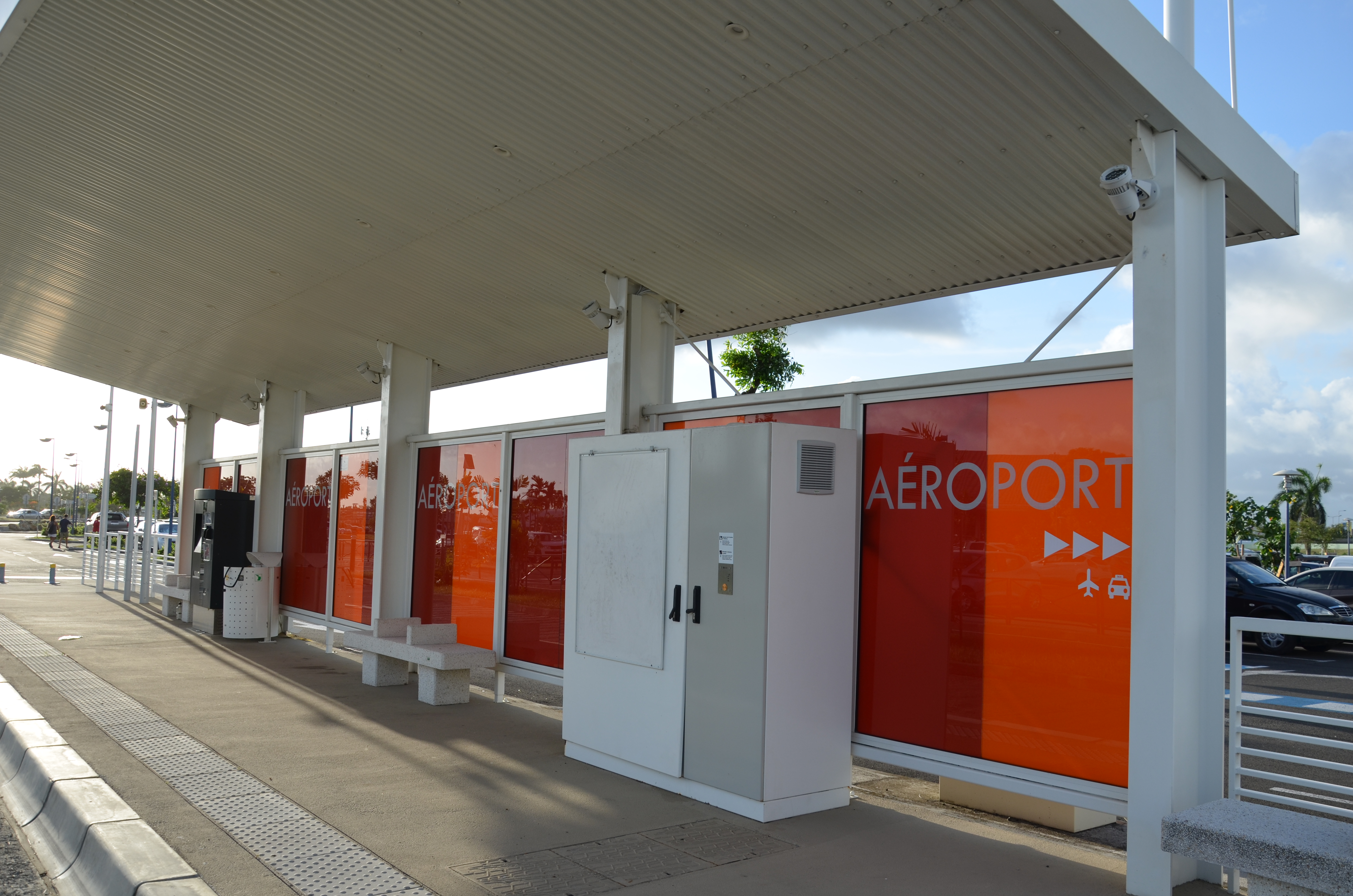
Abribus de la station Aéroport à Le Lamentin.
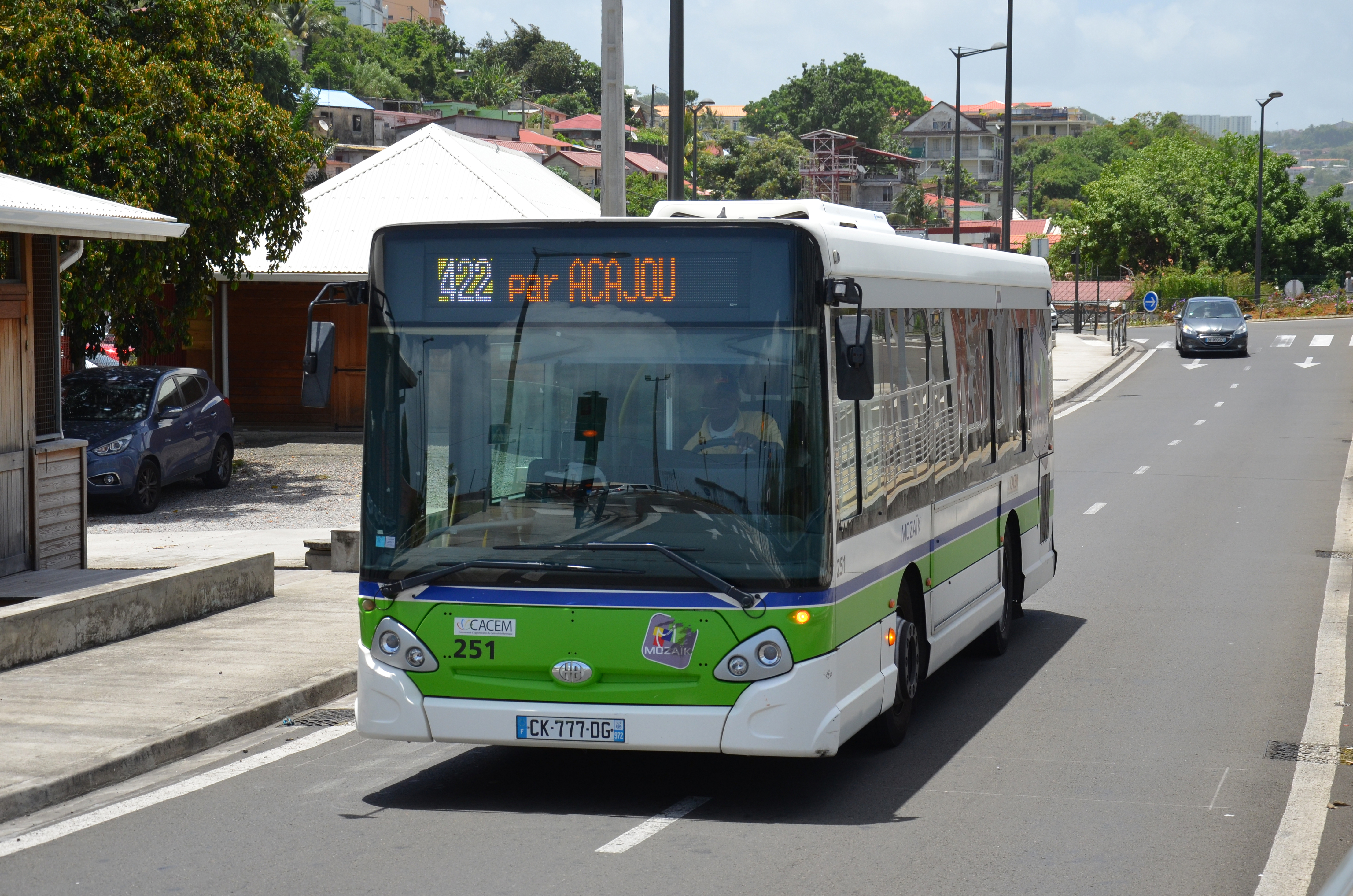
Heuliez GX 127 sur la ligne 422 à Fort-de-France.
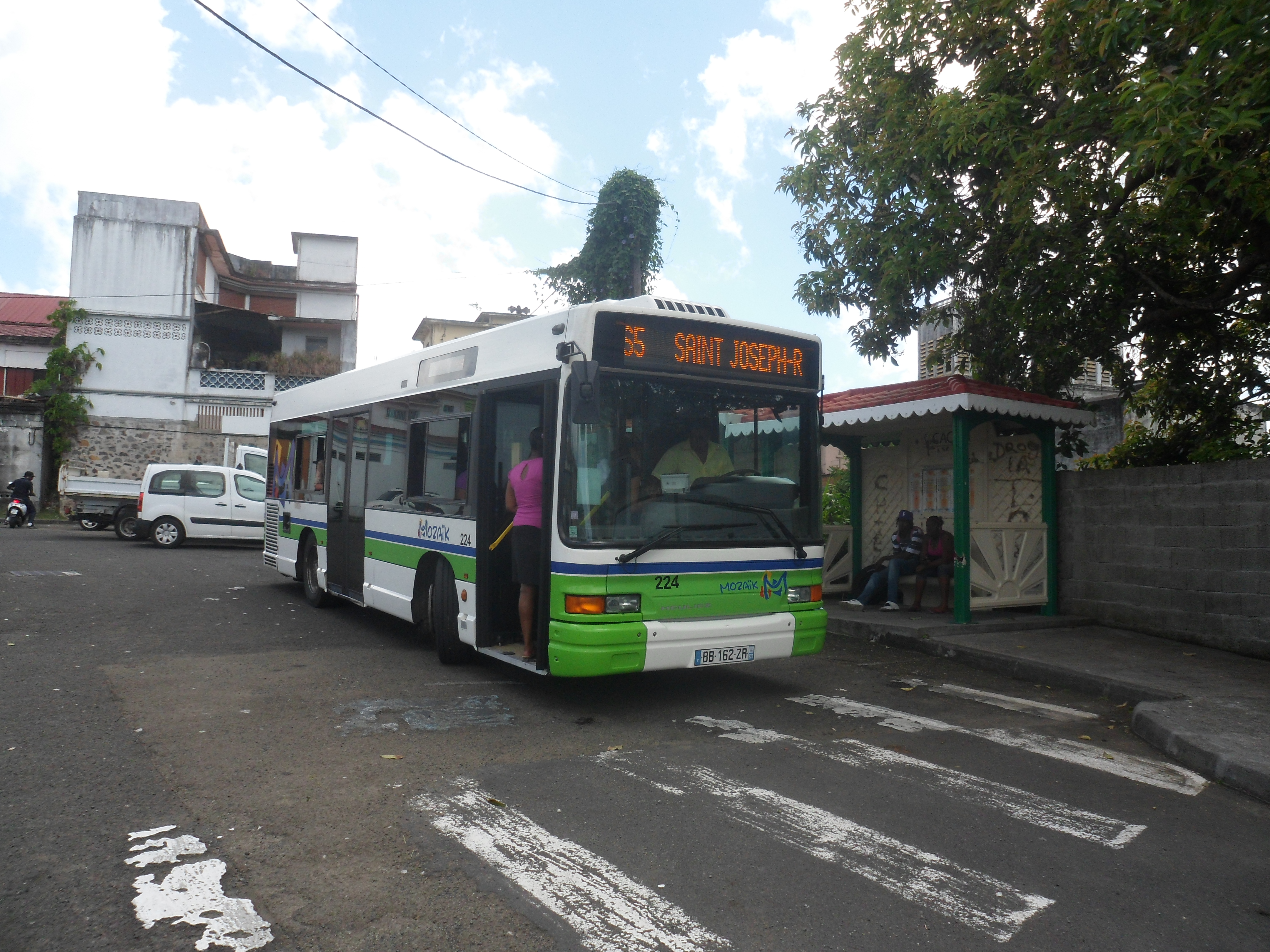
Le GX117 no 224 du réseau Mozaïk charge ses voyageurs, à son terminus Saint-Joseph.
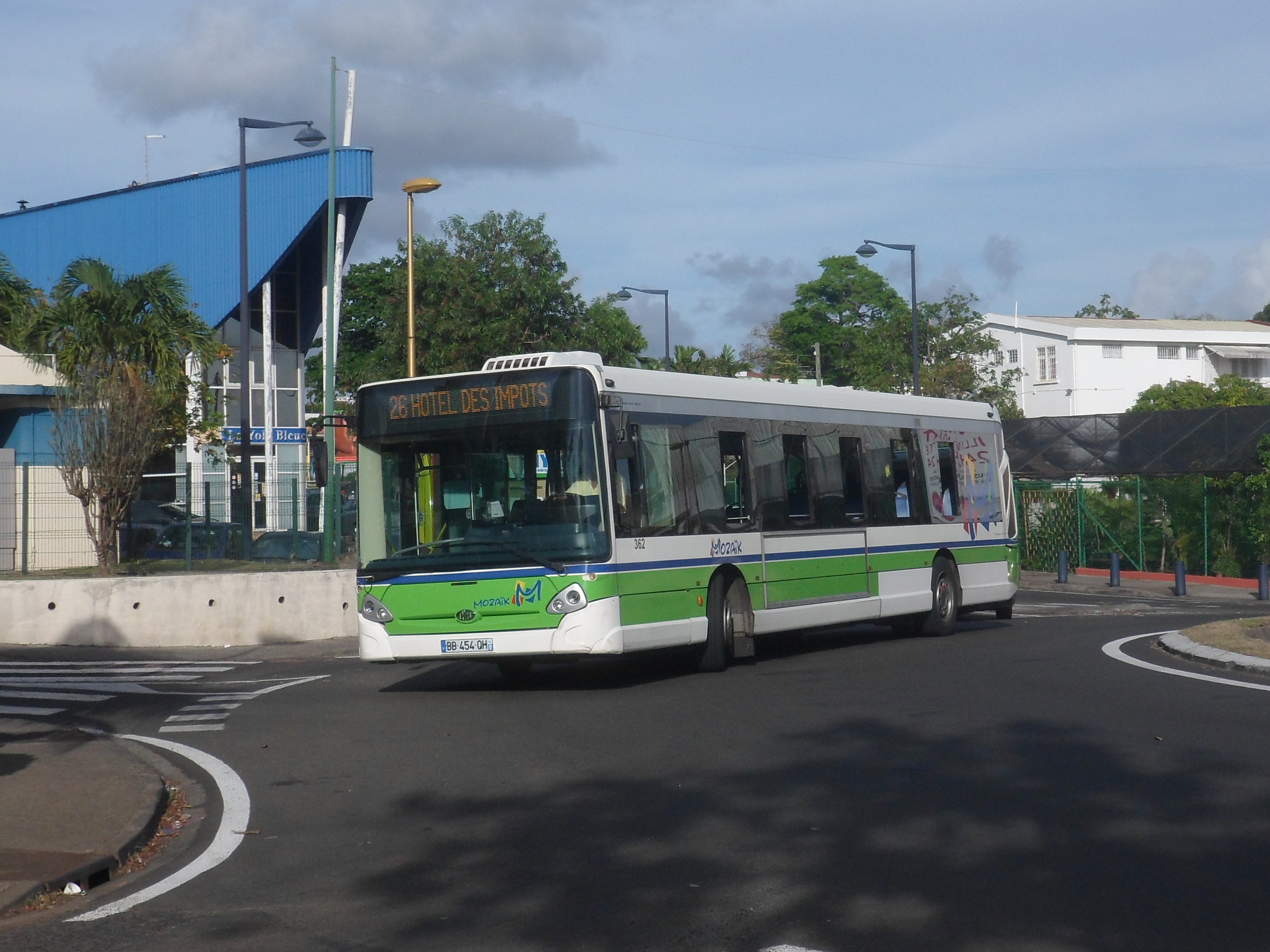
Un GX-327 de l'ancienne ligne 26 Mozaïk, dans le quartier de Cluny à Schœlcher.
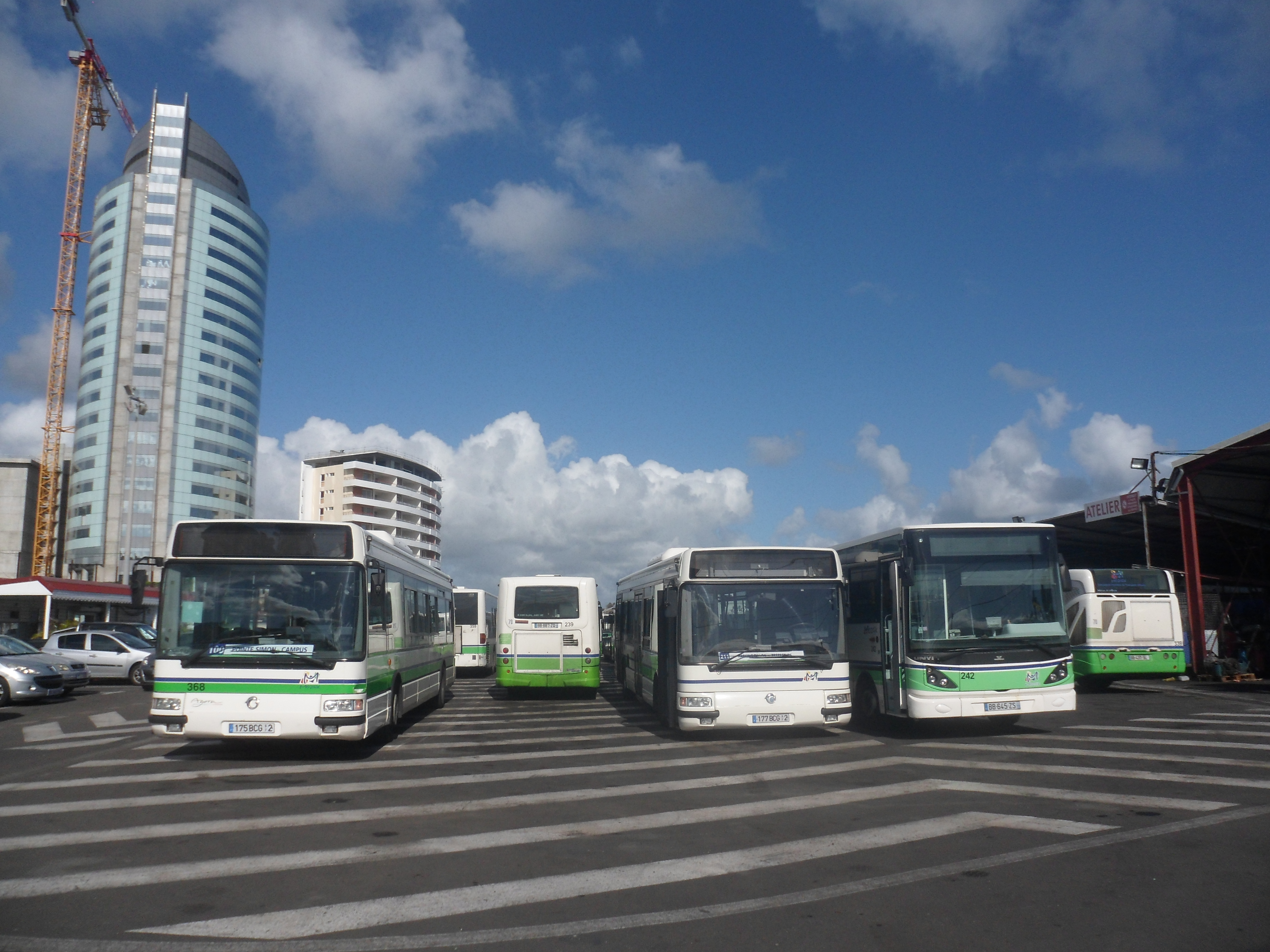
Le dépôt Mozaïk, (où l'on peut voir des Agora S ou des MAN Unvi) Place des Almadies à Fort-de-France.
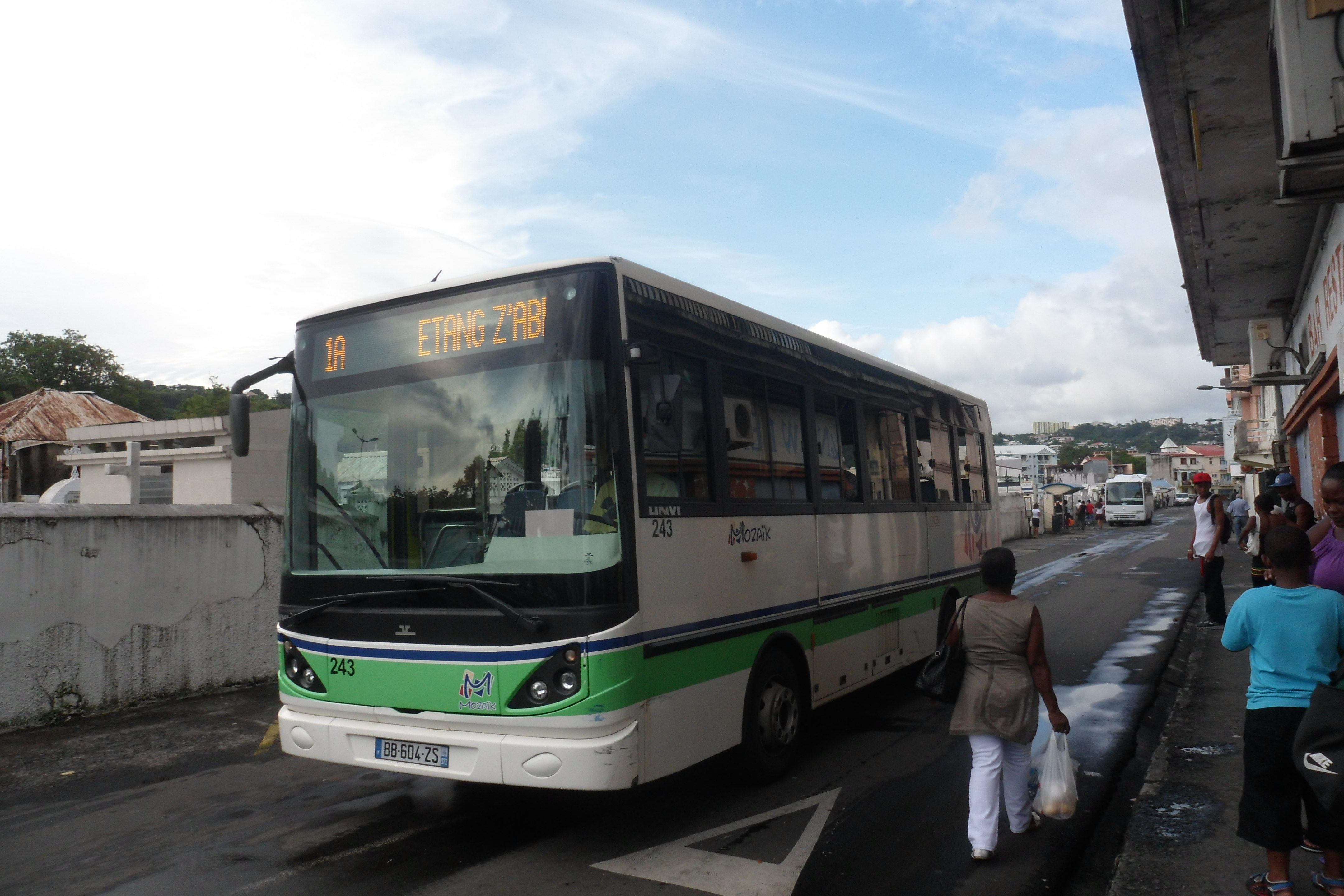
Un MAN Unvi de la ligne 1A (future 31), à Aliker
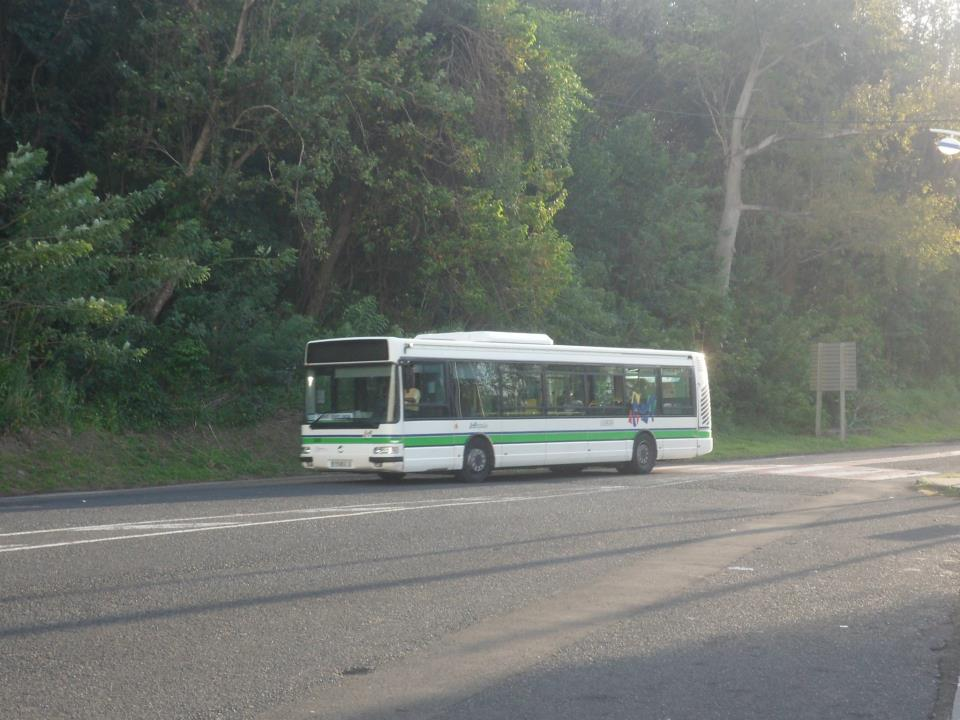
Un Agora S de la ligne 100 arrive à son terminus, près de l'Université Antilles Guyane.
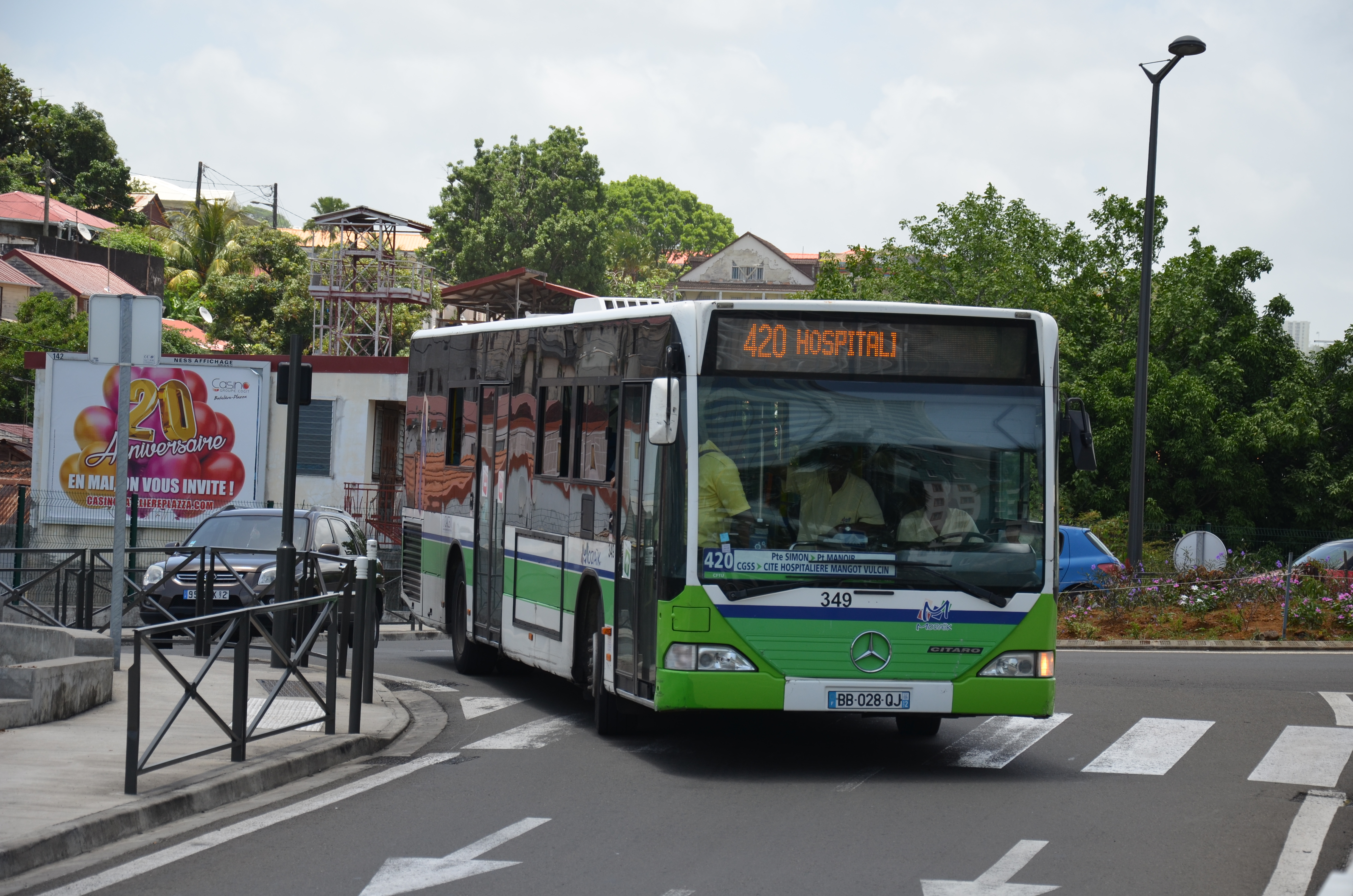
La ligne 420 était la plus fréquentée du réseau Mozaïk. Desservie soit par des Mercedes Citaro comme sur l'image ou par des GX-327
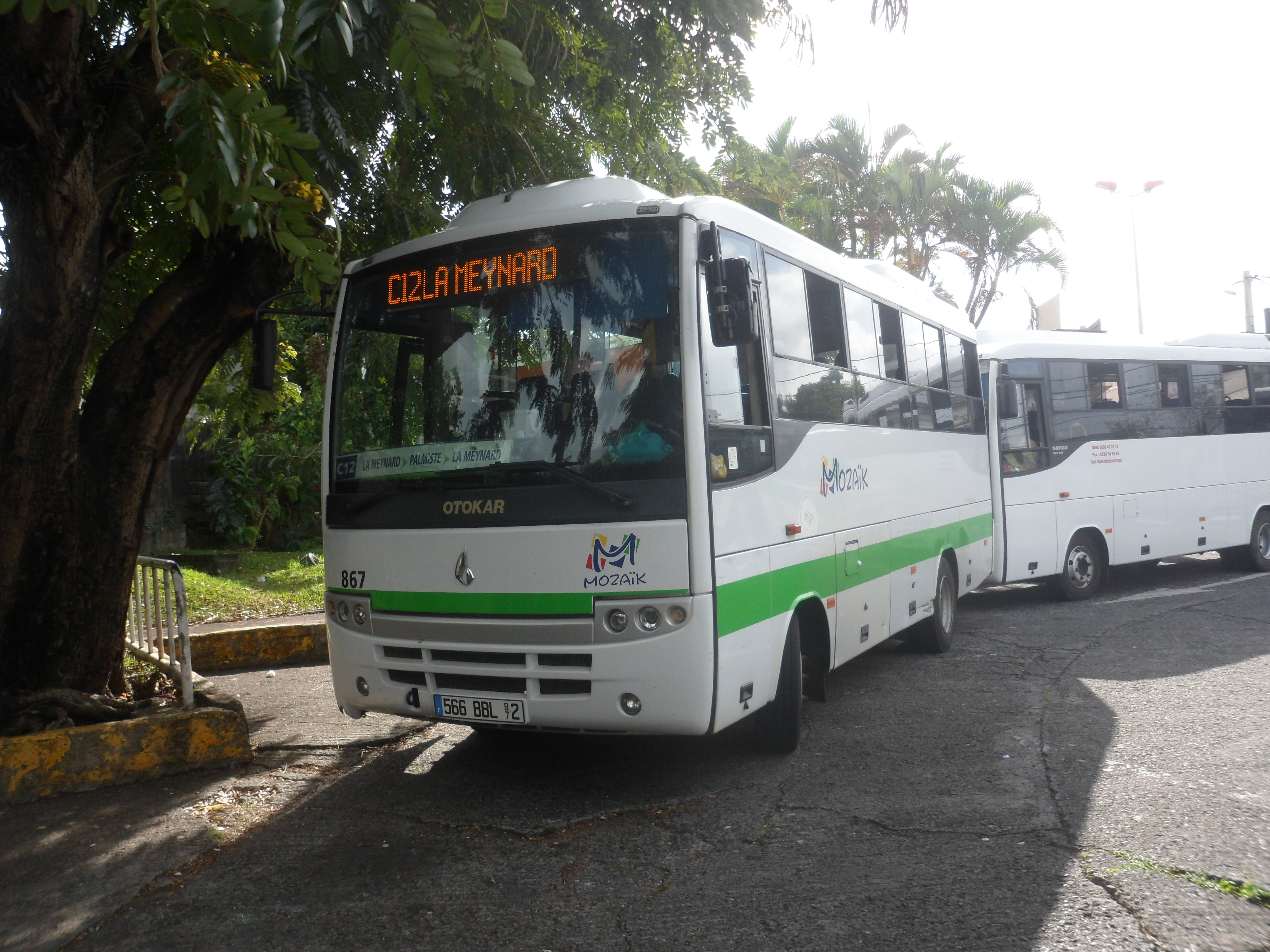
Dès septembre 2012, la ligne C12 devenue la ligne 426[23].
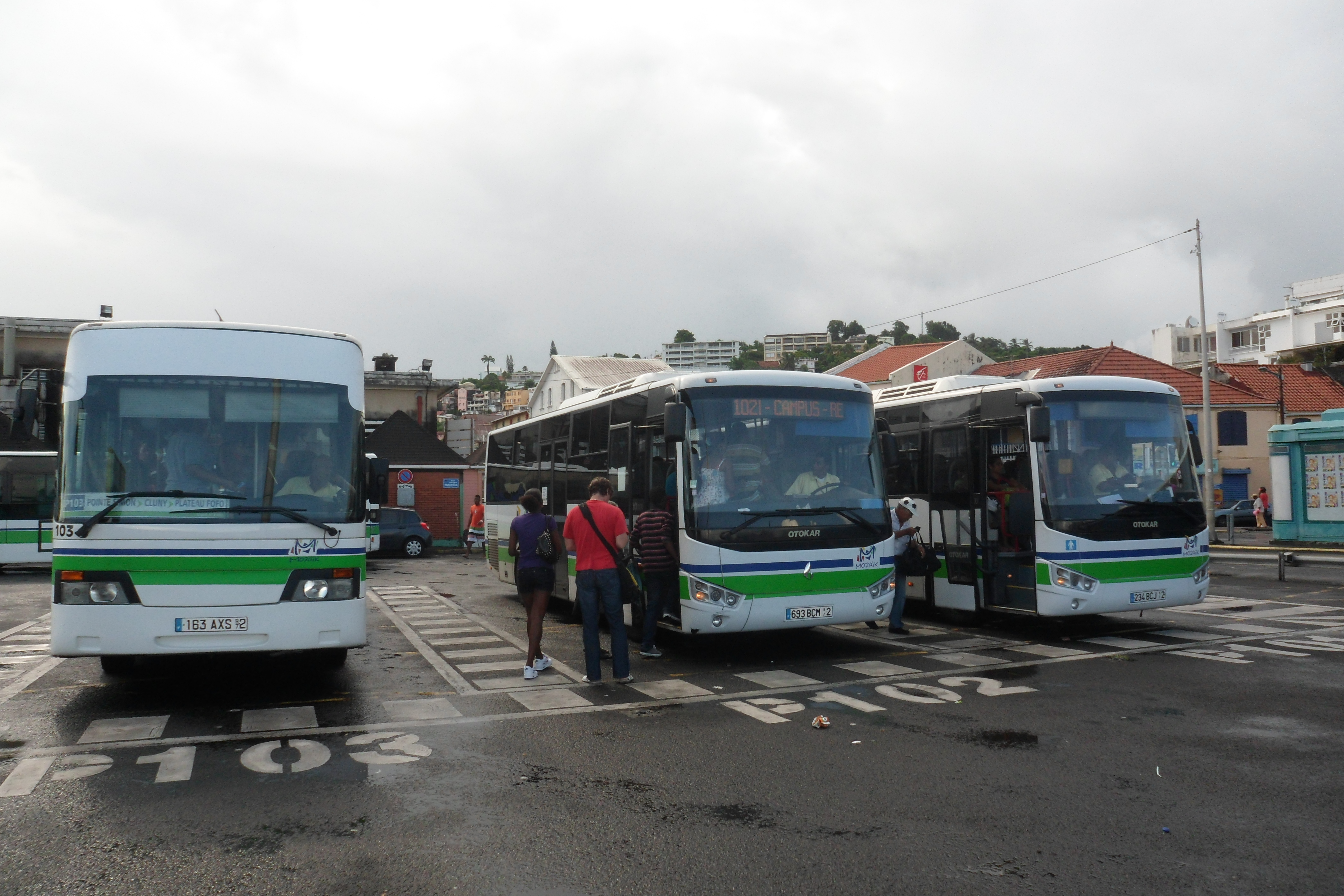
Gare multimodale de la Pointe-Simon, à Fort-de-France
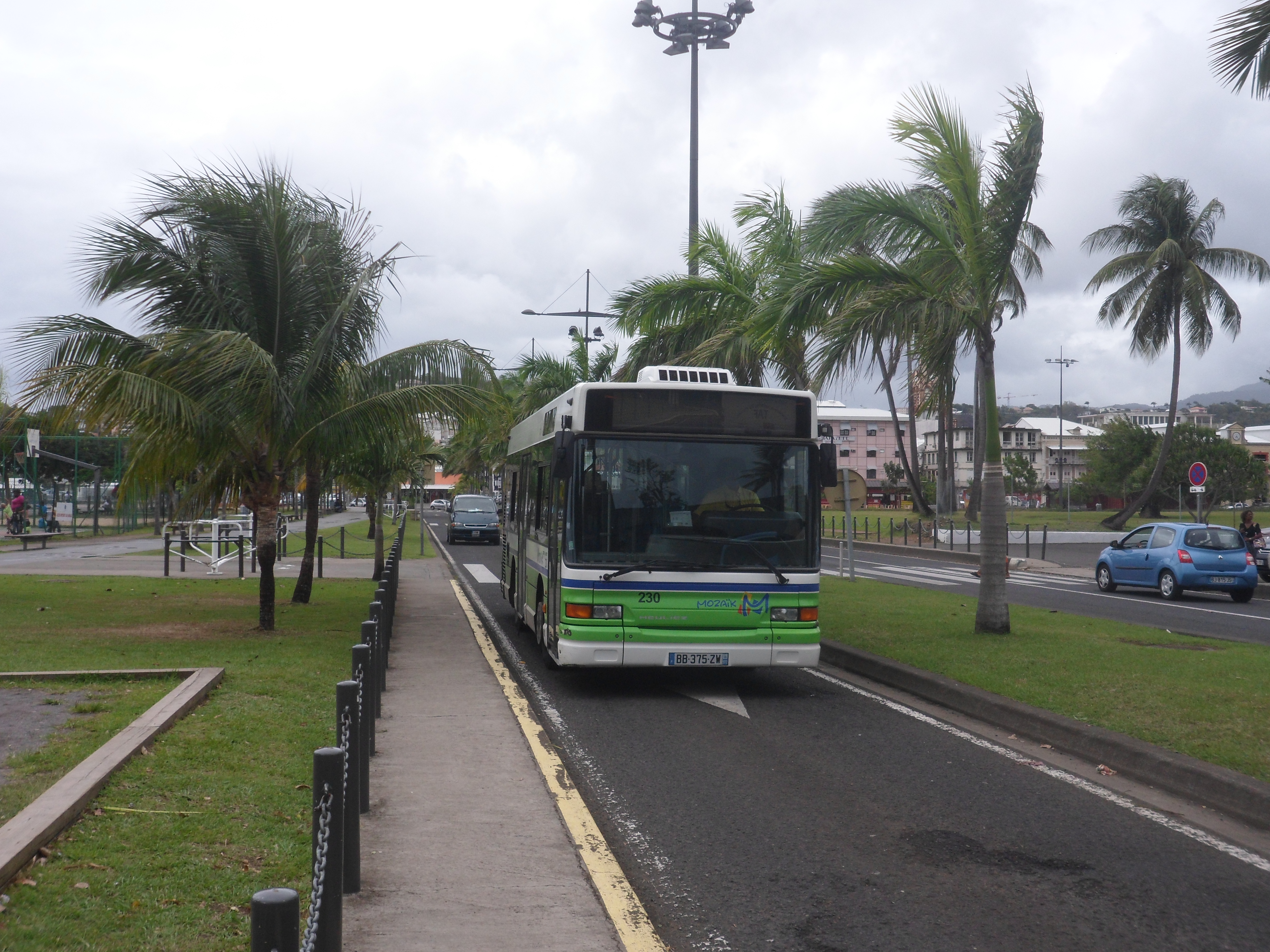
Un bus de la ligne S5 (maintenant 320), dans le couloir réservé au TCSP, à Fort-de-France
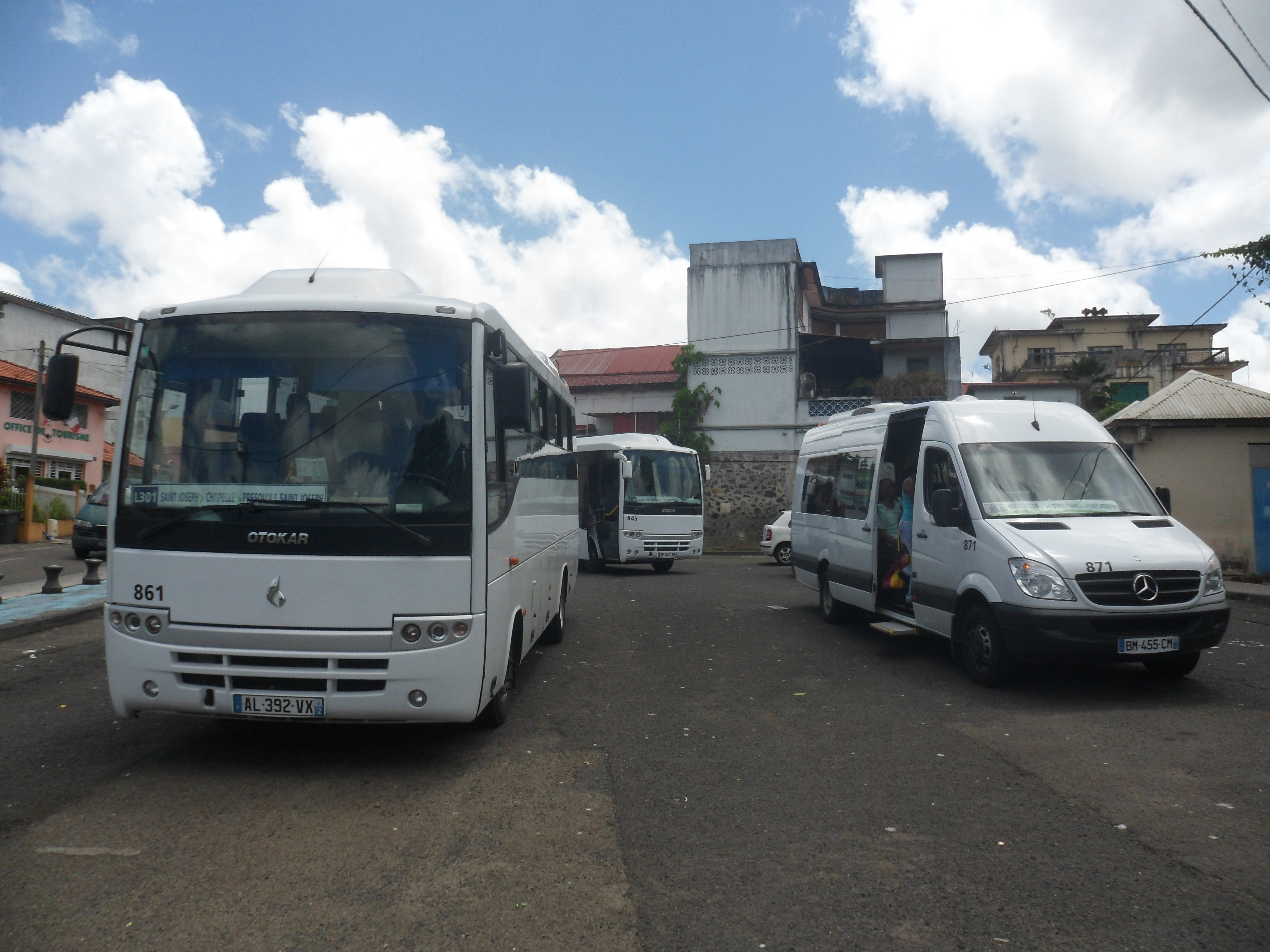
Beaucoup de lignes du réseau Mozaïk sont gérées par des co-traitants ou affrétés
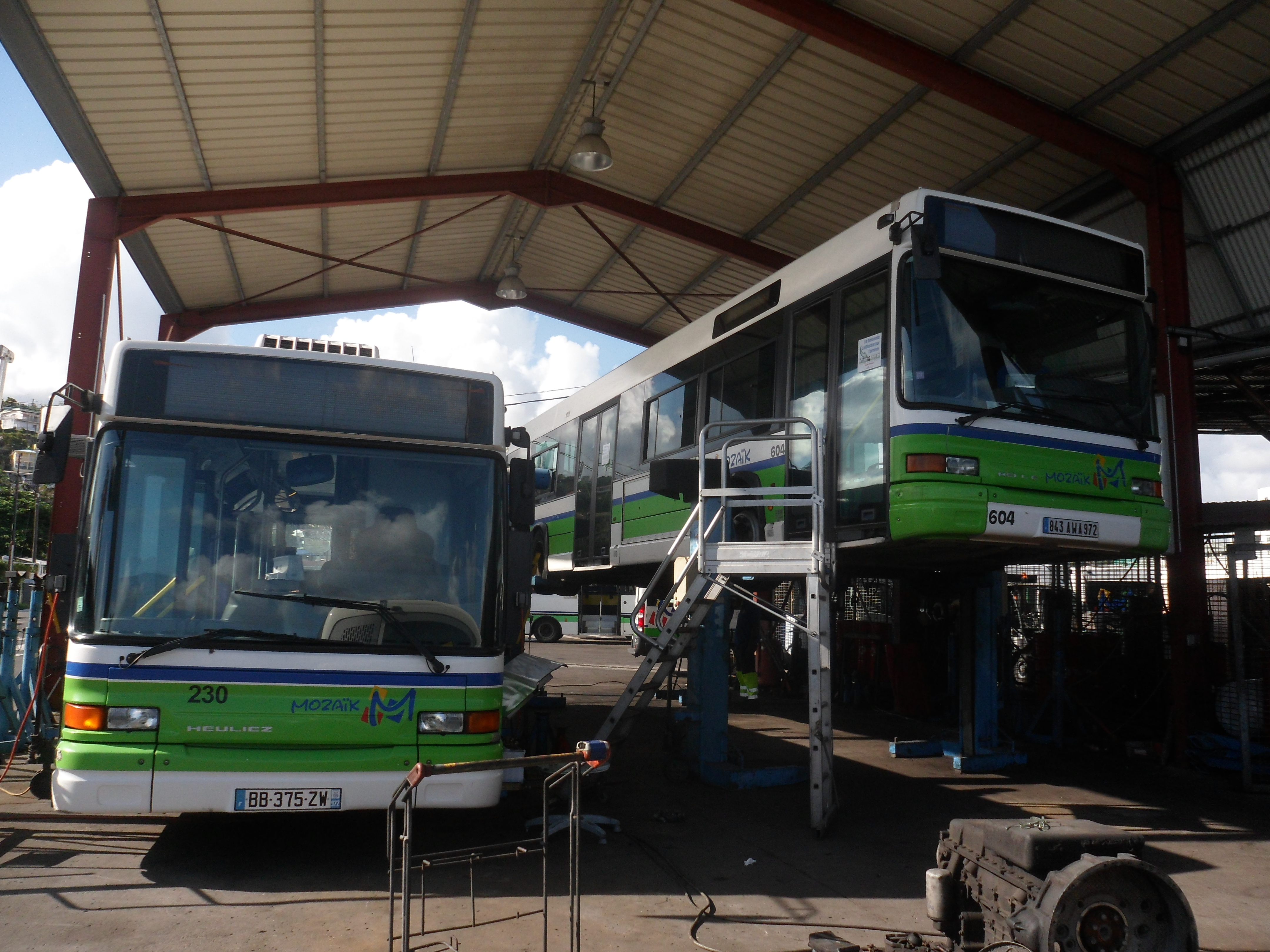
Le réseau Mozaïk a un parc de véhicules très diversifié
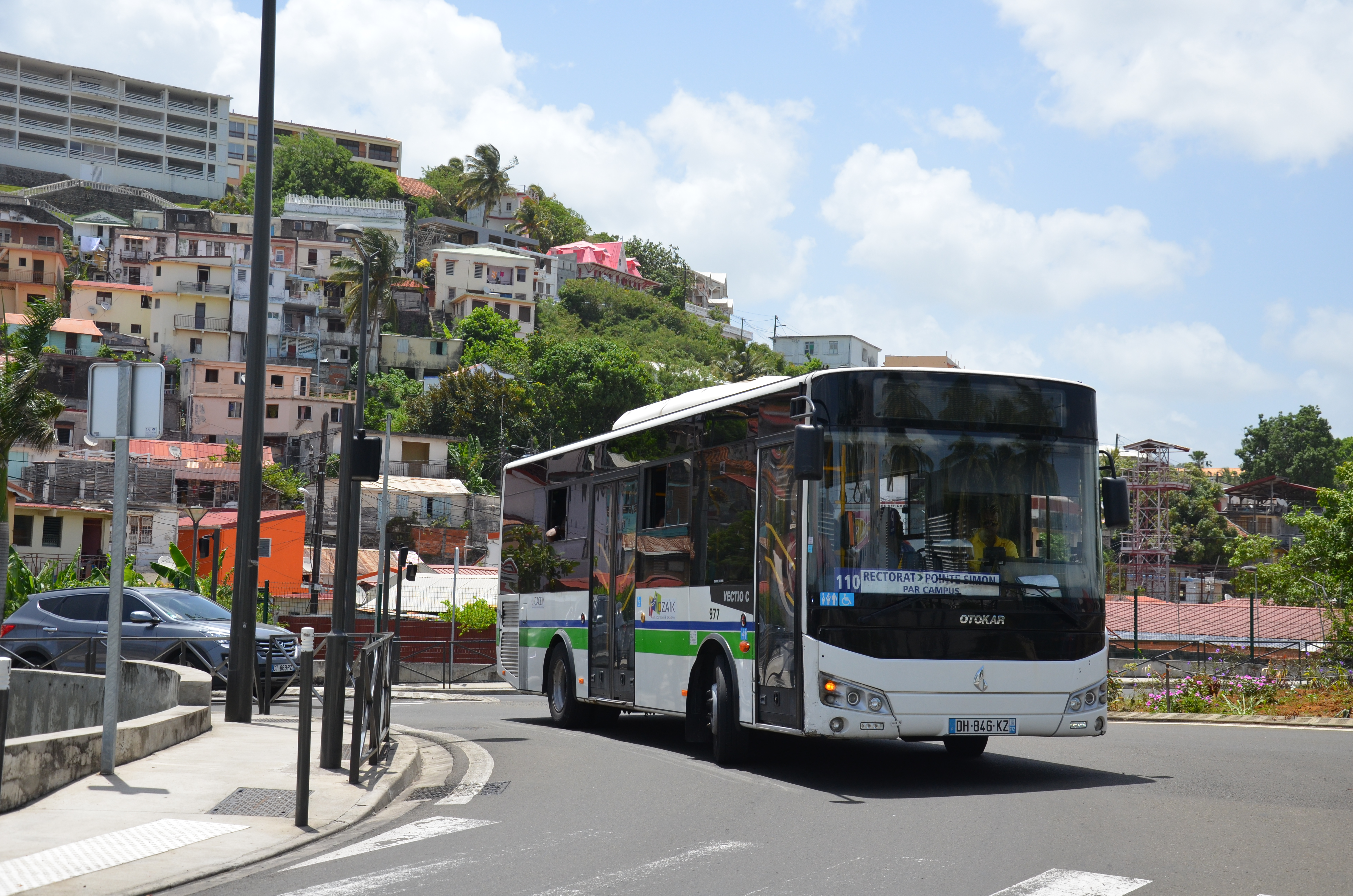
La ligne 110 était exploitée par la Sotravom.
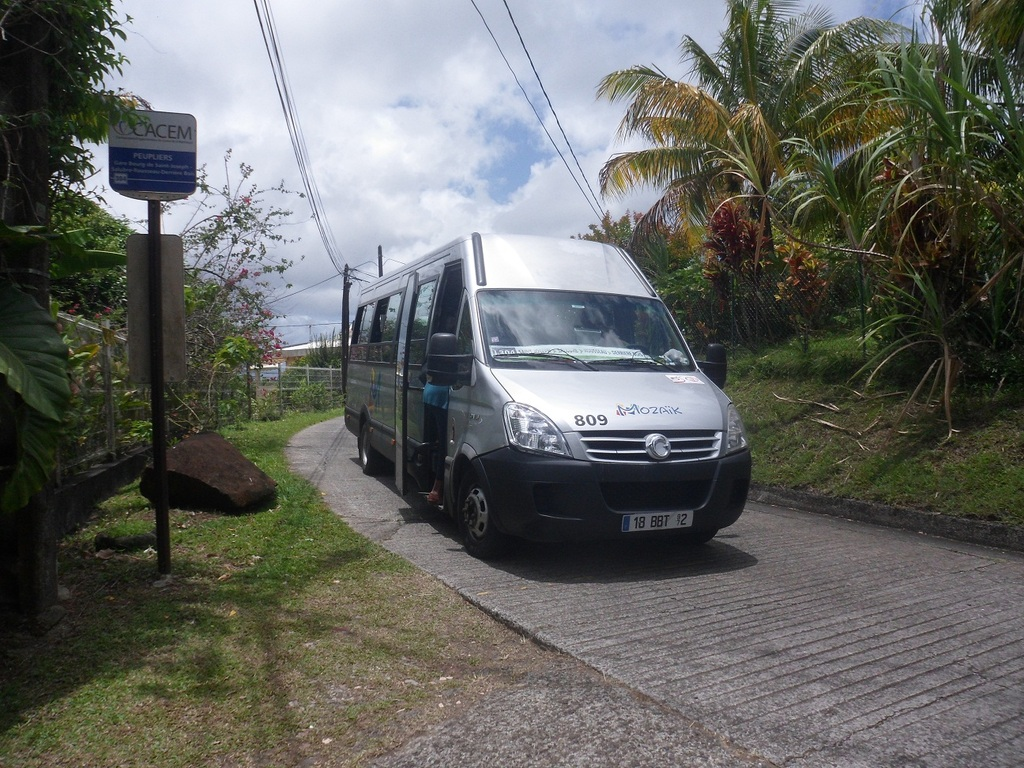
La ligne 304 est une ligne affrétée, qui dessert la commune de Saint-Joseph.
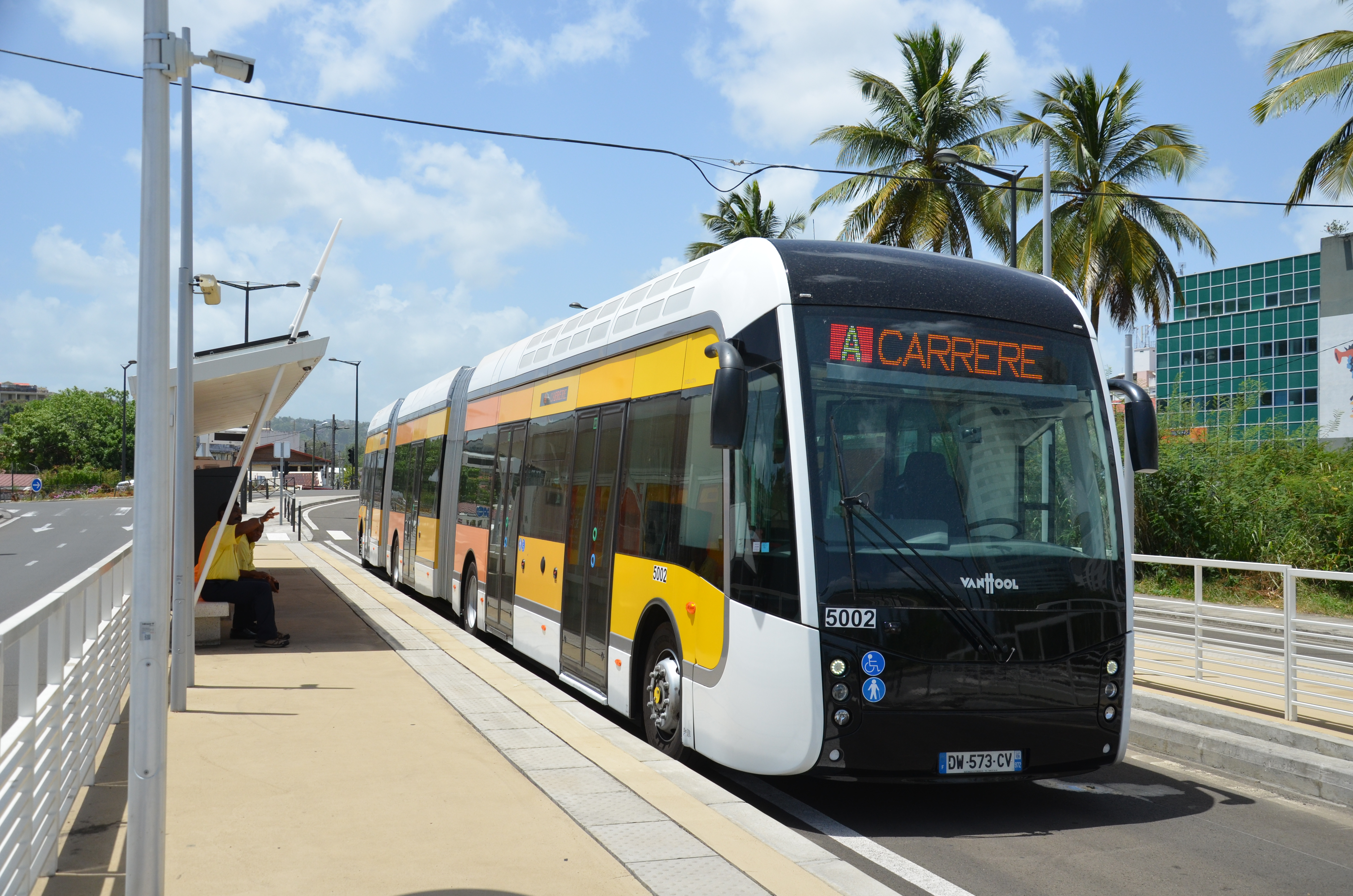
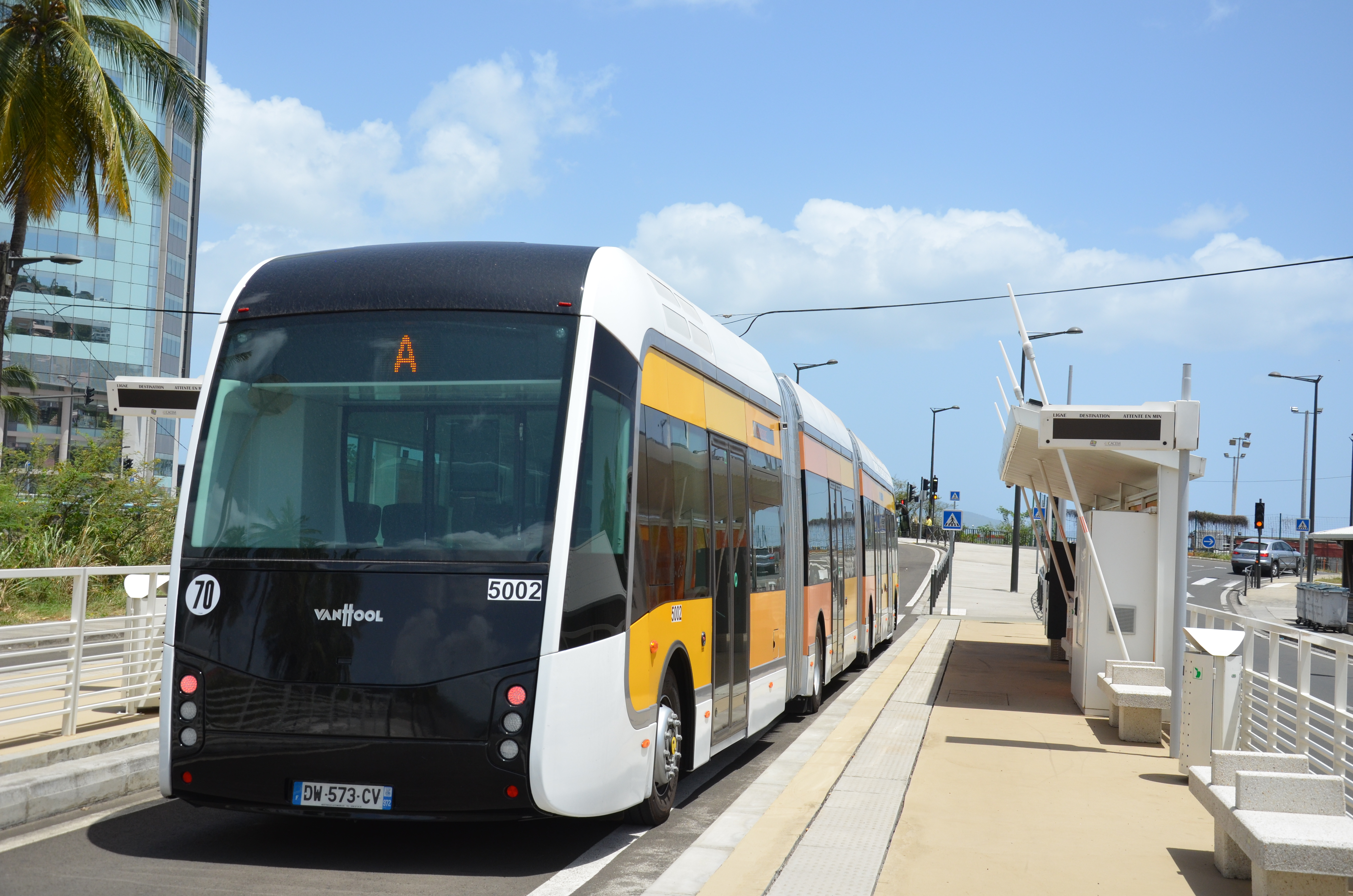